# Vilnius

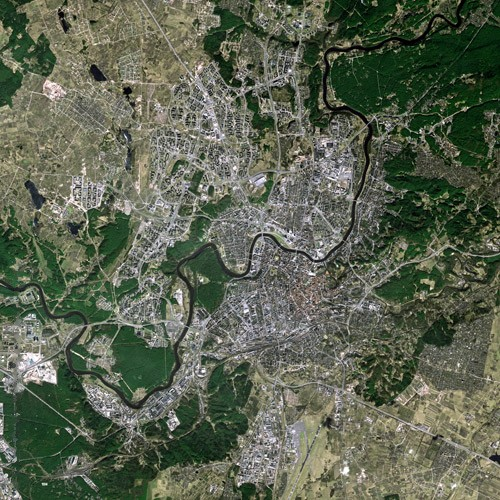
Satellitenansicht

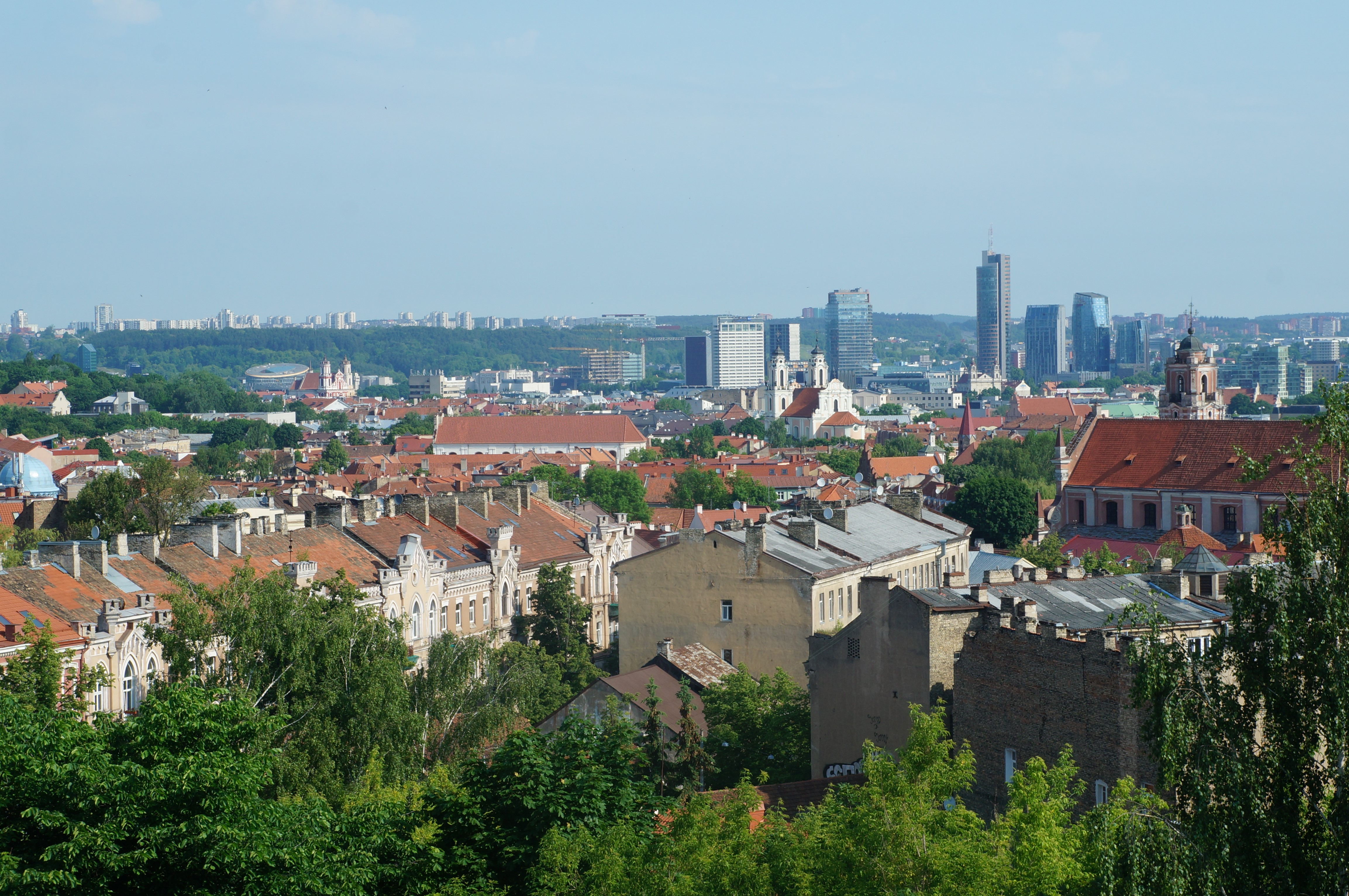
Panoramabild der Stadt (2015)

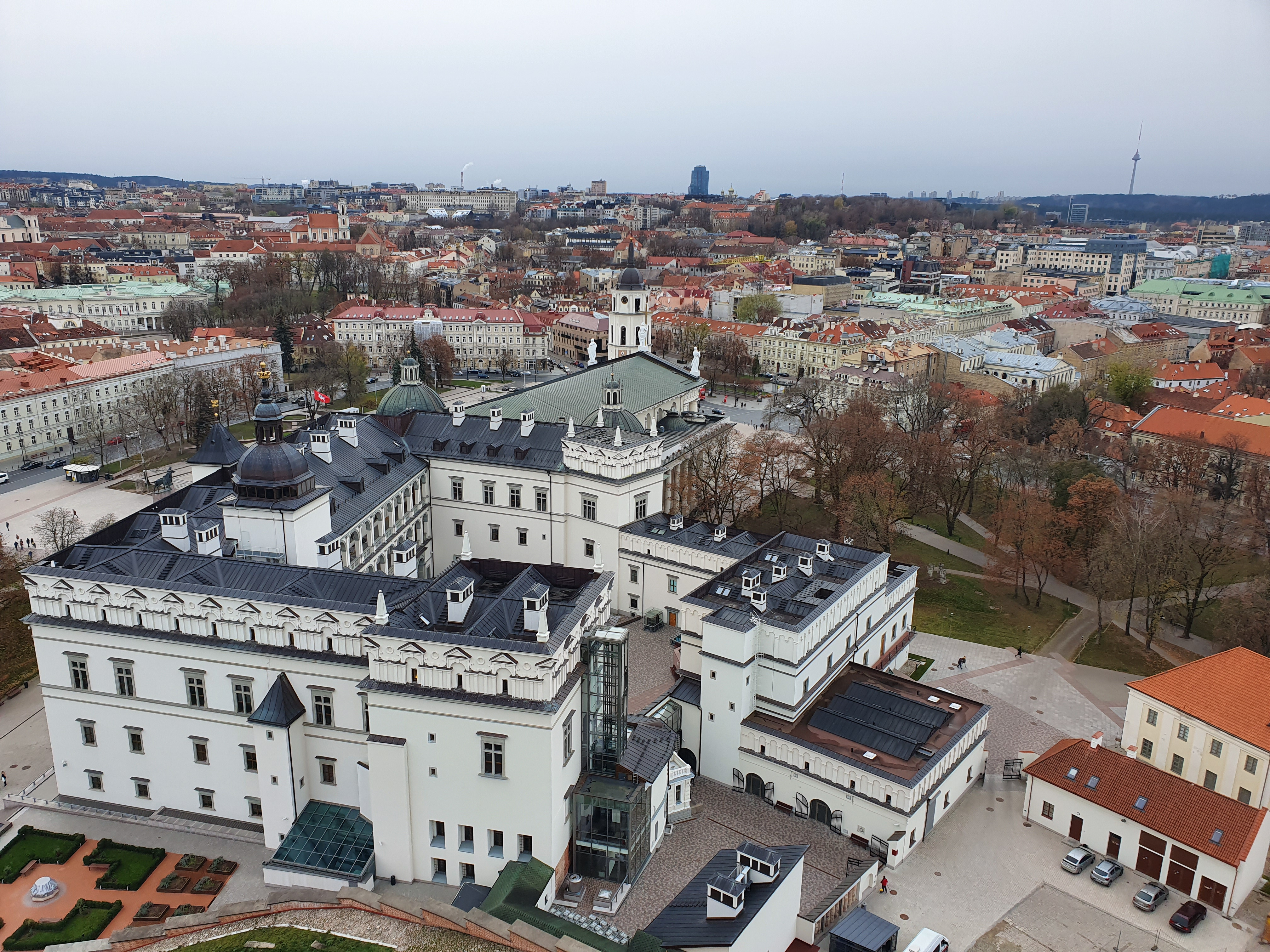
Das rekonstruierte Schloss der Großfürsten

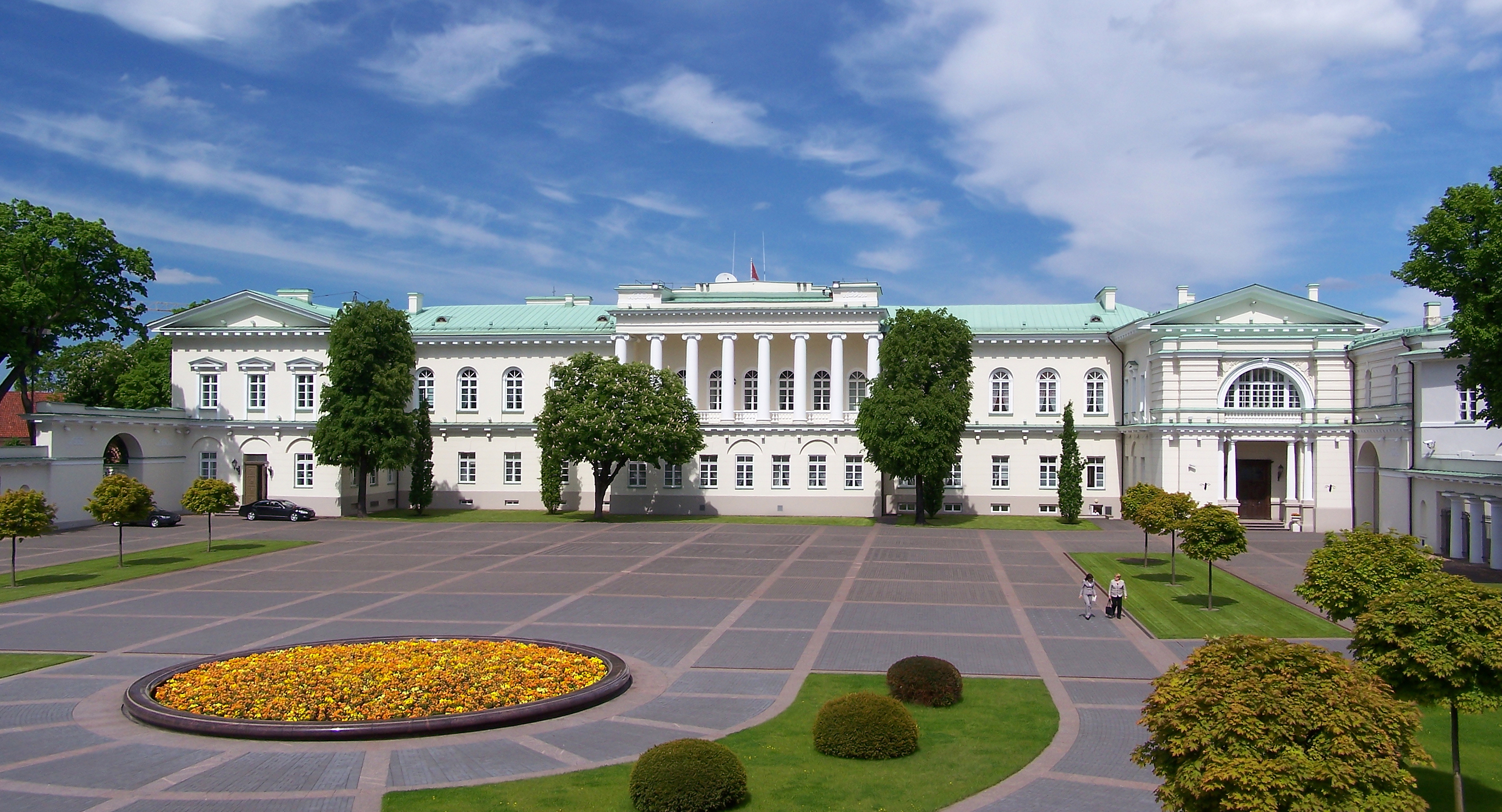
Präsidentenpalast in Vilnius

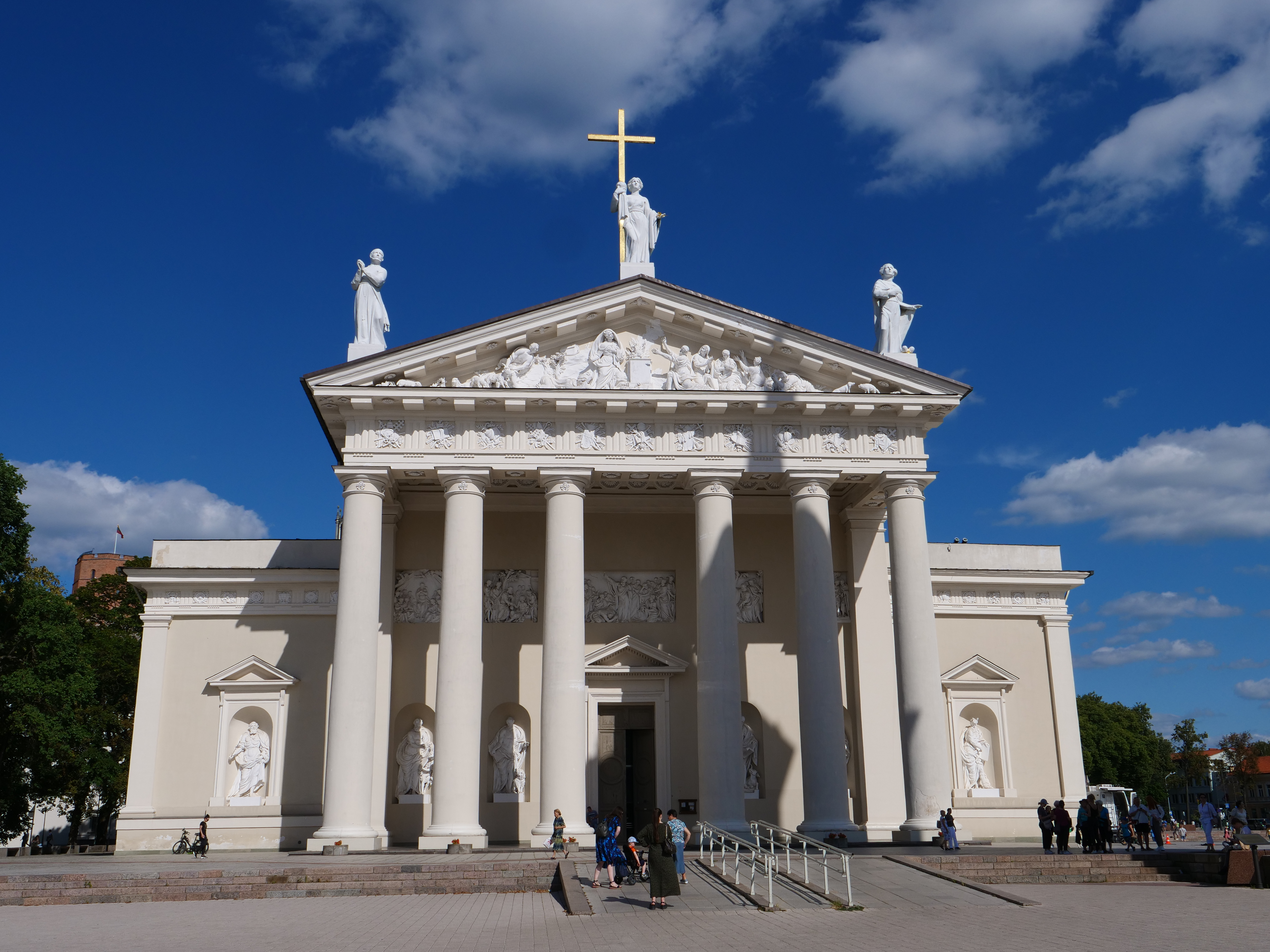
Kathedrale St. Stanislaus

Vilnius [ˈvʲɪlʲɲʊs] anhörenⓘ, deutsch Wilna (polnisch Wilno, belarussisch Вільня Wilnja, jiddisch ווילנע Wilne, russisch Вильнюс Wilnjus, früher Ви́льна Wilna), ist die Hauptstadt Litauens. Mit rd. 611.000 Einwohnern (Stand 2025) ist Vilnius die größte Stadt des Baltikums. Als eine Stadt (litauisch miestas) ist sie zugleich das Zentrum der Stadtgemeinde Vilnius (litauisch miesto savivaldybė), die auch die Stadt Grigiškės umfasst.
Vilnius ist Sitz des römisch-katholischen Erzbistums Vilnius und mit der 1579 gegründeten Universität Vilnius eine der ältesten Universitätsstädte Europas. Vilnius war von Anfang an eine baltische Gründung und wurde im Gegensatz zu den Hauptstädten der baltischen Nachbarländer, Riga in Lettland und Tallinn in Estland nie vom Deutschen Orden kontrolliert. Sie entwickelte sich als Hauptstadt Litauens zum Zentrum eines ausgedehnten Großreiches, das auf dem Höhepunkt seiner Macht um 1618 als Polen-Litauen zeitweise von der Ostsee bis zum Schwarzen Meer reichte.
Vilnius galt seit seiner Gründung als eine der liberalsten Städte Europas, die im Lauf ihrer Geschichte u. a. den verfolgten Juden aus Mitteleuropa und Russland Schutz bot. Als „Jerusalem des Nordens“ wurde Vilnius zu einem Zentrum der jüdischen Kultur und Aufklärung. Um 1900 stellten Litauer nur einen kleinen Teil der Bevölkerung (2 %), nach Juden (41 %), Polen (30 %) und Russen (20 %). Während des Zweiten Weltkriegs und der Nachkriegszeit verlor die Stadt die Mehrheit ihrer Bewohner: die jüdische Bevölkerung wurde fast vollständig im Holocaust vernichtet; ein Teil der Polen wurde während der ersten sowjetischen Okkupation (1940/41) nach Sibirien deportiert, die große Mehrheit der restlichen polnischen Einwohner nach dem Krieg nach Polen umgesiedelt. Zum Ausgleich wurden vor allem Litauer, aber auch Russen und Belarussen angesiedelt, wodurch sich die ethnische und soziale Struktur der Stadt völlig veränderte.
Ab dem 16. Jahrhundert schufen italienische Baumeister zahlreiche barocke Bauwerke in der Stadt. Die Altstadt von Vilnius zählt zu den größten in Osteuropa und wurde 1994 zum UNESCO-Welterbe erklärt. Aufgrund der über 50 Kirchen der Stadt trägt Vilnius auch den Beinamen „Rom des Ostens“.

## Name der Stadt
Entsprechend ihres multiethnischen und multikulturellen Charakters ist die Stadt unter verschiedenen Namen bekannt. Europäische Landkarten und Beschreibungen verwendeten vom 14. bis ins 20. Jahrhundert den Namen Wilna oder Vilna. Die ältesten belegten Formen aus dem 14. Jahrhundert lauten vor die Wilne, ante Vilnam oder ähnlich. Im Litauischen heißt sie Vilnius, und dieser – erstmals um 1600 belegte – Name setzt sich in der Gegenwart allmählich auch in anderen Sprachen durch.
Der Name der Stadt ist von jenem des Flüsschens Vilnia (oft in der Verkleinerungsform Vilnelė genannt) abgeleitet, das unweit des historischen Stadtkerns auf dem Gediminas-Berg in die Neris mündet. Die litauischen Wörter vilnìs und vilnelė bedeuten „Welle“ bzw. „kleine Welle“. Ein alternativer Name der Neris ist zudem *Velija, belegt um 1230 als Велья. Der Name des kleineren Zuflusses war ursprünglich eine Diminutivbildung zu diesem Namen.
Der Asteroid des inneren Hauptgürtels (3072) Vilnius ist nach der Stadt benannt.

## Funktion als Hauptstadt

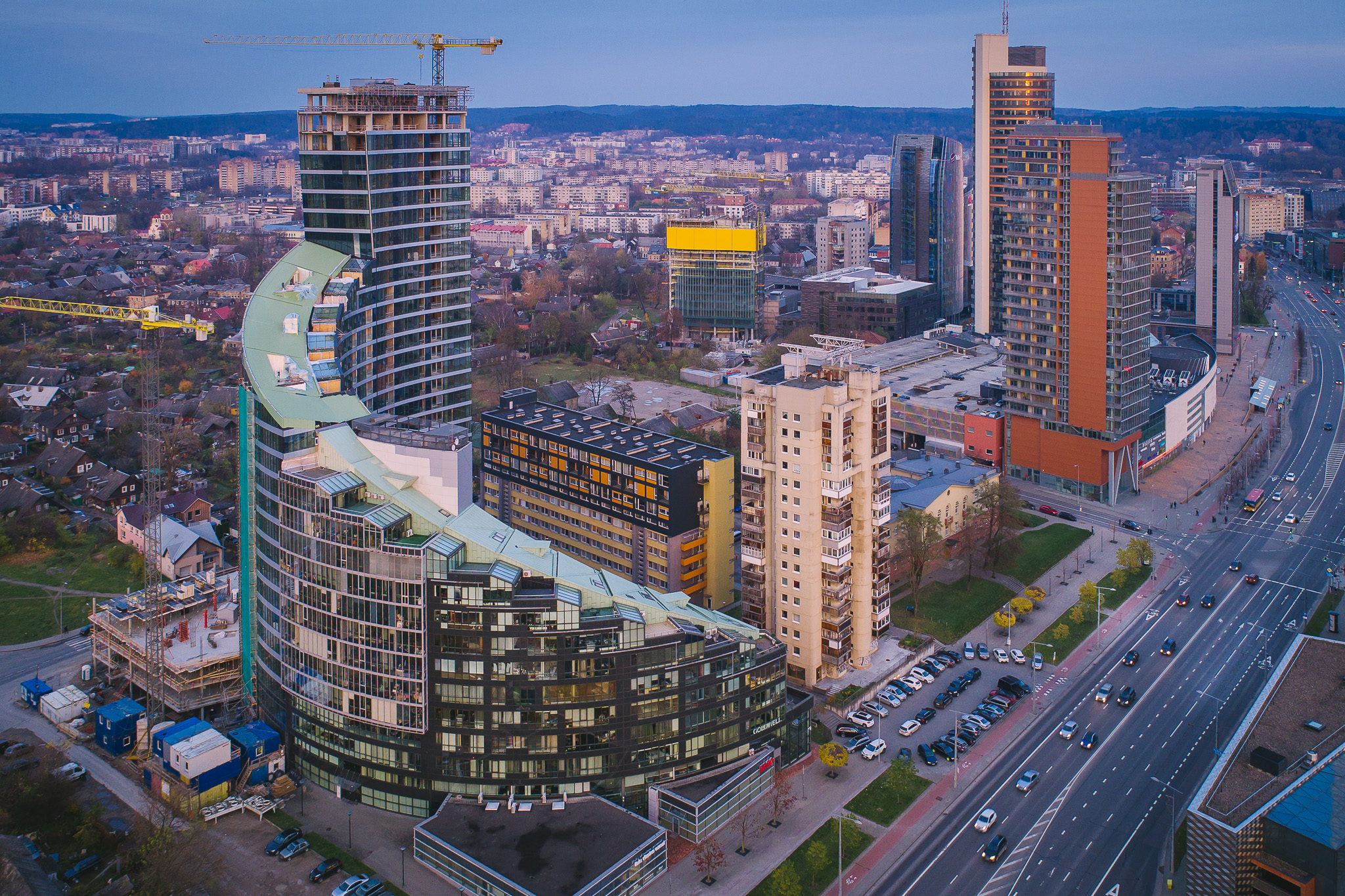
Vilnius City, Šnipiškės

Von 1569 bis 1795 war Vilnius die Hauptstadt des litauischen Großfürstentums in der polnisch-litauischen Adelsrepublik Abiejų Tautų Respublika (Polen-Litauen bzw. Republik Zweier Nationen).
Durch die Dritte Teilung Polens bzw. Litauens verloren beide vollständig ihre Unabhängigkeit und Vilnius seinen bisherigen Status als Hauptstadt, den die Stadt – abgesehen von schnell wechselnden Hauptstadtfunktionen in den Jahren von 1918 bis 1922 – erst 1945 wieder erhielt. Mit der bei der Teilung erfolgten Einverleibung in das Russische Zarenreich wurde Vilnius 1795 der Sitz der Verwaltung des Litauischen Generalgouvernements (Lietuvos Generalgubernatorija). Von 1830 bis zu dessen Auflösung 1912 war die Stadt der Sitz der Verwaltung des Vilniuser Generalgouvernements (Vilniaus Generalgubernatorija). Innerhalb der beiden Generalgouvernements war Vilnius zugleich der Sitz der Verwaltung des umgebenden Gouvernements, unter anderem des Gouvernements Wilna. Die Namen der Gouvernements, zu denen Vilnius gehörte, und deren Zuschnitt wurden mehrfach geändert.
Nach der wiedererlangten Unabhängigkeit Litauens (siehe ↑ Unabhängigkeit seit 1918) wurde Vilnius die litauische Hauptstadt. Als die Rote Armee im Litauisch-Sowjetischen Krieg gegen den jungen Staat vorrückte, dessen Südosten besetzte und dort am 16. Dezember 1918 die Litauische Sozialistische Sowjetrepublik proklamierte, wurde Vilnius deren Hauptstadt und am 27. Februar 1919 die Hauptstadt der Litauisch–Weißrussischen Sozialistischen Sowjetrepublik, in der die kurzlebige Litauische Sozialistische Sowjetrepublik aufgegangen war. Knapp zwei Monate später, in den Tagen vom 19. bis zum 21. April 1919, befreiten polnische Truppen Vilnius von der sowjetischen Besetzung.
Seit dem 12. Oktober 1920 war Vilnius die Hauptstadt von Litwa Środkowa (deutsch: Mittellitauen), eines polnischen Marionettenstaates, der sich am 20. Februar 1922 der Republik Polen anschloss. 
Von 1922 bis 1945 war Vilnius keine Hauptstadt eines litauischen Staates, sondern erneut ein Verwaltungssitz unterhalb der staatlichen Ebene, diesmal in Polen und in der Sowjetunion bzw. unter deutscher Besetzung. Im Einzelnen war Vilnius
- von 1922 bis 1939 die Hauptstadt der gleichnamigen Wojewodschaft in der II Rzeczpospolita (Zweite Polnische Republik)
- nach der Besetzung Litauens durch die Sowjetunion von 1940 bis 1941 die Hauptstadt der zweiten Litauischen Sozialistischen Sowjetrepublik (litauisch: Lietuvos TSR; Litauische SSR)
- nach der Besetzung Litauens durch das Deutsche Reich von 1941 bis 1945 der Hauptort von Wilna-Land im Reichskommissariat Ostland
- nach der erneuten Besetzung Litauens durch die Sowjetunion von 1945 bis 1990 wiederum die Hauptstadt der Litauischen Sozialistischen Sowjetrepublik

## Geografie

Panoramabild der Stadt

### Lage
Die Stadt liegt in einer bewaldeten Hügellandschaft im Südosten Litauens an der Mündung der Vilnia in die Neris rund 40 km von der belarussischen Grenze entfernt. Nördlich von Vilnius im Dorf Purnuškės befindet sich der geographische Mittelpunkt Europas.

### Klima
Das Klima in Vilnius ist gemäßigt kontinental. In den meist kurzen warmen Sommern wurden Spitzenwerte von über 35 °C gemessen. Die Tiefstwerte im Winter lagen unter −37 °C. Wärmster Sommermonat ist der Juli, kältester Wintermonat ist der Januar. Die Jahresniederschlagsmenge lag in den Jahren 1961 bis 1990 im Jahresmittel bei 683 Millimeter pro Jahr. Die Monatsdaten können dem Klimadiagramm entnommen werden.
|                       | Jan  | Feb  | Mär  | Apr  | Mai  | Jun  | Jul  | Aug  | Sep  | Okt  | Nov  | Dez  |   |      |
| Mittl. Tagesmax. (°C) | −3,5 | −1,7 | 3,3  | 10,7 | 18,2 | 21,1 | 22,1 | 21,6 | 16,4 | 10,2 | 3,5  | −0,5 | ⌀ | 10,2 |
| Mittl. Tagesmin. (°C) | −8,7 | −7,6 | −3,8 | 1,6  | 7,5  | 10,8 | 12,3 | 11,5 | 7,7  | 3,4  | −0,9 | −5,2 | ⌀ | 2,4  |
|                       |      |      |      |      |      |      |      |      |      |      |      |      |   |      |
| Niederschlag (mm)     | 41   | 38   | 39   | 46   | 62   | 77   | 78   | 72   | 65   | 53   | 57   | 55   | Σ | 683  |
|                       |      |      |      |      |      |      |      |      |      |      |      |      |   |      |
| Sonnenstunden (h/d)   | 1,2  | 2,5  | 3,8  | 5,5  | 7,8  | 7,7  | 7,1  | 7,0  | 4,7  | 3,0  | 1,1  | 0,8  | ⌀ | 4,4  |
|                       |      |      |      |      |      |      |      |      |      |      |      |      |   |      |
| Regentage (d)         | 10   | 9    | 9    | 10   | 9    | 10   | 11   | 10   | 11   | 9    | 12   | 12   | Σ | 122  |
|                       |      |      |      |      |      |      |      |      |      |      |      |      |   |      |
| Luftfeuchtigkeit (%)  | 88   | 86   | 81   | 73   | 66   | 68   | 71   | 75   | 81   | 85   | 89   | 90   | ⌀ | 79,4 |

| −8,7 |

| −7,6 |

| −3,8 |

| 1,6 |

| 7,5 |

| 10,8 |

| 12,3 |

| 11,5 |

| 7,7 |

| 3,4 |

| −0,9 |

| −5,2 |

| −8,7 |

| −7,6 |

| −3,8 |

| 1,6 |

| 7,5 |

| 10,8 |

| 12,3 |

| 11,5 |

| 7,7 |

| 3,4 |

| −0,9 |

| −5,2 |

### Stadtgliederung

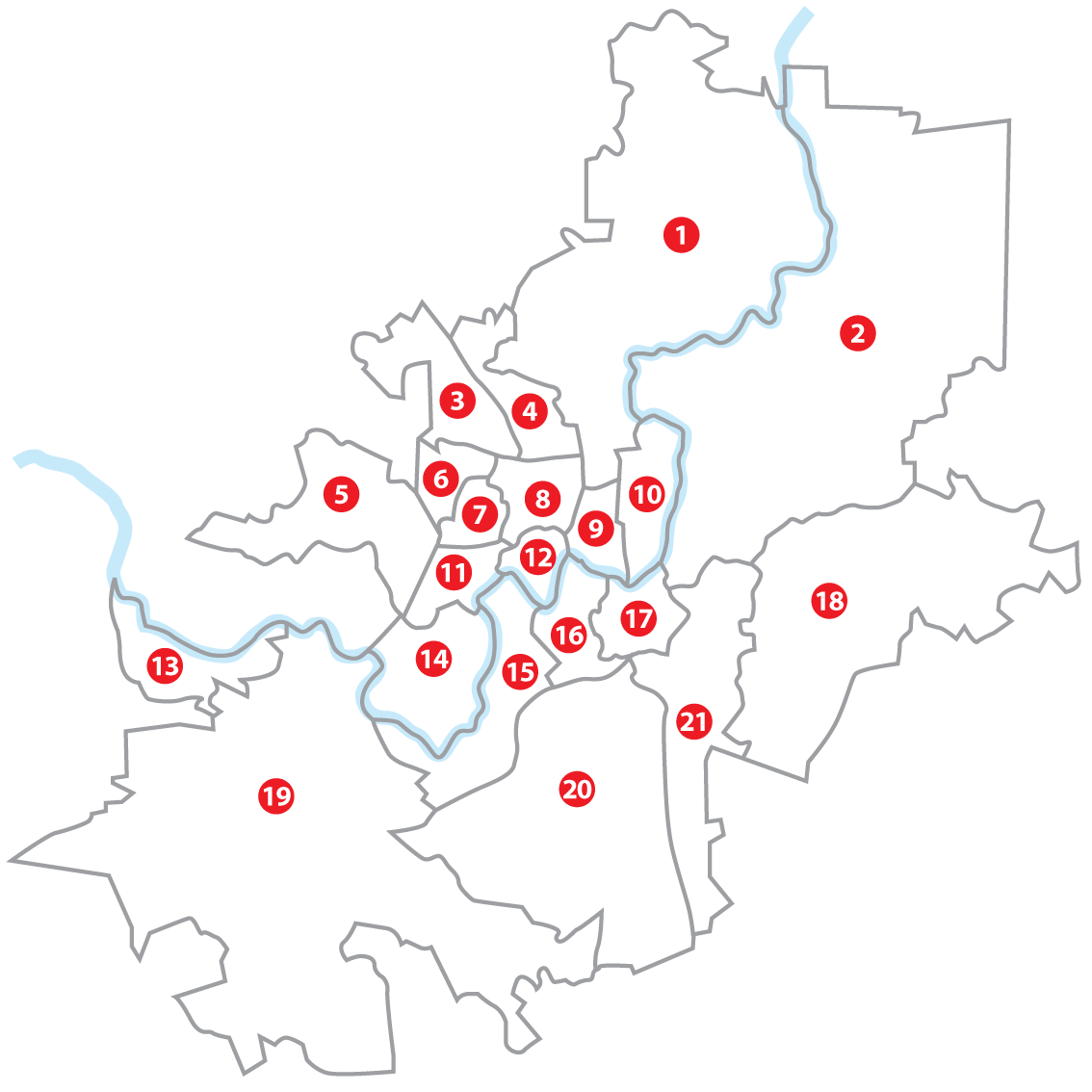
Stadtgliederung

Der Bezirk Vilnius ist einer der zehn Verwaltungsbezirke Litauens. Der flächenmäßig größte und auch bevölkerungsreichste Bezirk liegt im Südosten des Landes und umfasst auch die Hauptstadt Vilnius. Am 1. Juli 2010 wurden die Bezirksverwaltungen (apskrities administracija) in Litauen als Verwaltungseinheiten ersatzlos gestrichen.
Die Stadtgemeinde Vilnius besteht aus folgenden 21 Bezirken mit einer unterschiedlichen Anzahl von Stadtteilen. Sie ist die einzige Stadtverwaltung in Litauen, die zwei Städte (Vilnius und Grigiškės) sowie drei Dörfer von Grigiškės verwaltet.
| 1. Verkiai 2. Antakalnis 3. Pašilaičiai 4. Fabijoniškės 5. Pilaitė 6. Justiniškės | 07. Viršuliškės 08. Šeškinė 09. Šnipiškės 10. Žirmūnai 11. Karoliniškės 12. Žvėrynas | 13. Grigiškės 14. Lazdynai 15. Vilkpėdė 16. Naujamiestis 17. Senamiestis (Altstadt) 18. Naujoji Vilnia | 19. Paneriai 20. Naujininkai 21. Rasos |

## Geschichte

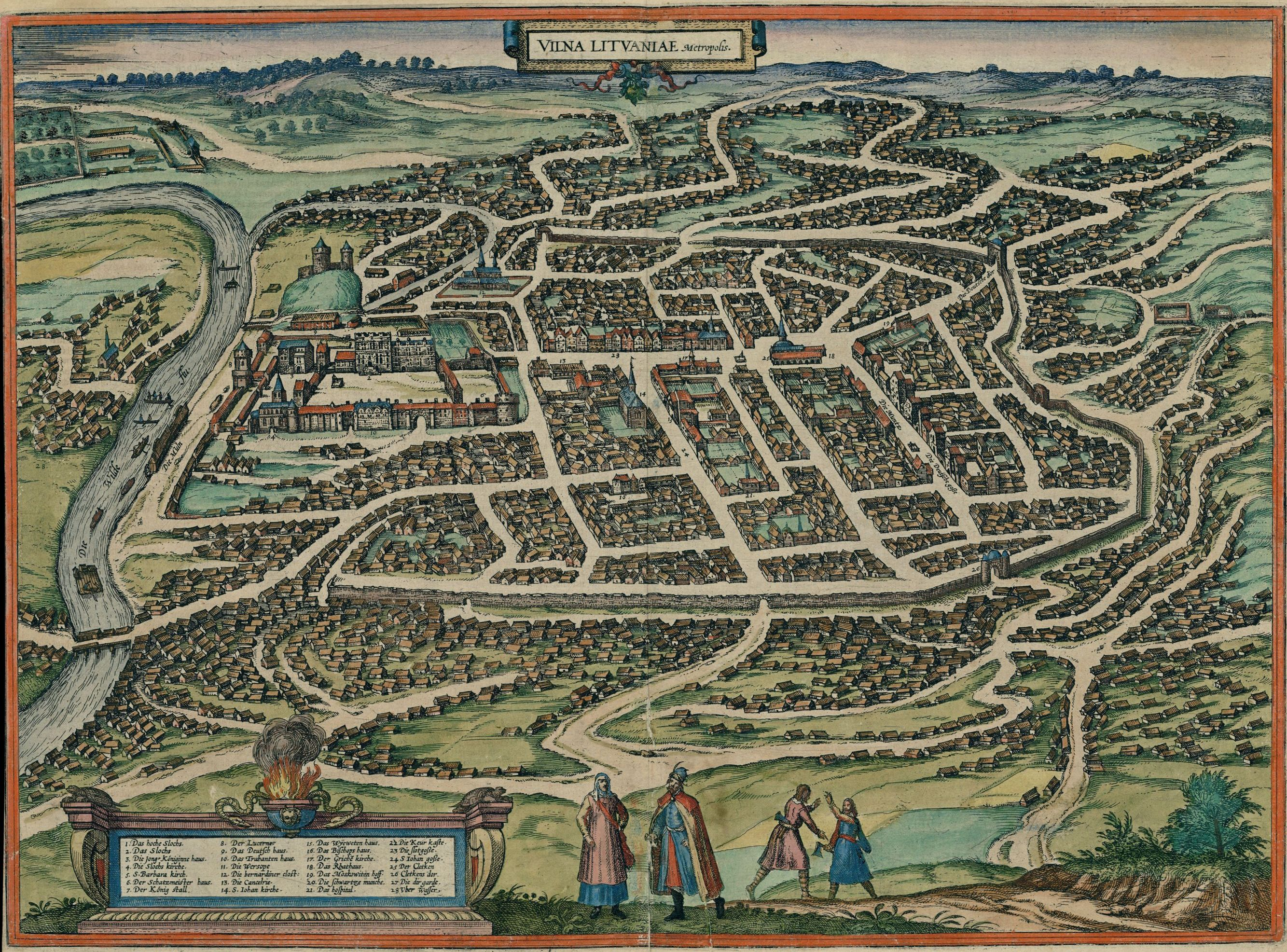
Karte der Stadt Wilna (1576)

Einer Legende nach soll Gediminas, litauischer Großfürst seit 1316, bei einer Jagd auf einem Hügel am Zusammenfluss der Neris und Vilnia gerastet haben. Dort träumte er von einem eisernen Wolf, der markerschütternd „laut heulte wie hundert Wölfe“. Der Pfeil, den er auf das Tier abfeuerte, prallte an dessen stählernem Körper ab. Beunruhigt bat er seinen heidnischen Hohepriester Lizdeika um die Deutung dieser Episode: „‚Was die Götter dem Herrscher und dem litauischen Staat beschieden haben, mag geschehen: der eiserne Wolf steht auf einem Hügel, auf dem eine Burg und eine Stadt errichtet werden – die Hauptstadt Litauens und die Residenz der Herrscher.‘ Die Festung aber müsse fest wie Eisen sein, dann würde ihr Ruhm laut durch die Welt hallen (Die litauischen Wörter für laut und berühmt sind identisch).“ Zu jener Zeit war die westlich gelegene Wasserburg Trakai Sitz des Herrschers.

### Anfänge

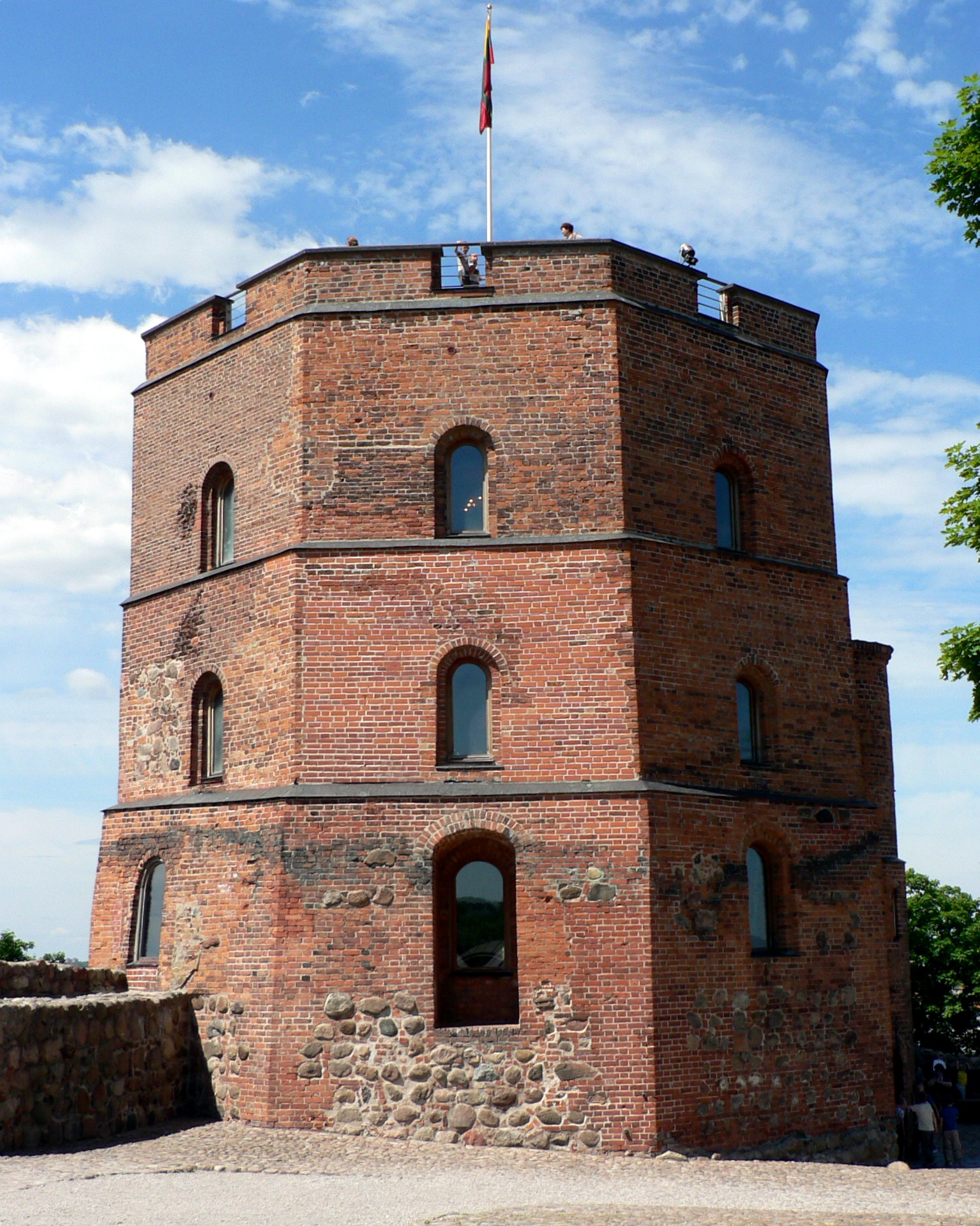
Gediminas-Turm der Oberen Burg Vilnius

Archäologischen Untersuchungen nach war das Areal der Stadt bereits im steinzeitlichen Magdalénien besiedelt. Weitere Fundstellen im Stadtgebiet wurden auf das 4. Jahrtausend und das 2. Jahrhundert vor Christus datiert. Im Frühmittelalter siedelten an diesem taktisch vorteilhaften Ort zuerst wohl Balten, später Slawen und seit dem 11. Jahrhundert auch Juden. Bereits im 10. Jahrhundert war auf dem heutigen Stadtgebiet eine hölzerne Befestigungsanlage errichtet worden, um die herum eine Siedlung entstand. Erste Erwähnung in den geschichtlichen Quellen findet Vilnius als Hauptstadt der Litauer 1323. In jenem Jahr sandte Großfürst Gediminas in Latein verfasste Briefe an Kaiser, Papst, verschiedene Ritterorden und Handelsstädte jener Zeit. Darin warb er Kaufleute, Wissenschaftler und Handwerker für „in civitate nostra regia, Vilna dicta“ – als hochqualifizierte Gastarbeiter und lockte mit zwei Kirchen, also auch Religionsfreiheit. Diese Toleranz gegenüber den verschiedensten Glaubensrichtungen sollte die Entwicklung der Stadt noch lange bestimmen, machte sie aber auch wiederholt zum Ziel kriegerischer Angriffe des Deutschen Ordens, die jeweils mit Verwüstungen der Stadt und ihres Umlandes einhergingen, so beispielsweise 1365, 1375, 1377, 1383, 1390, 1392, 1394 und 1402.

### Polen-Litauen

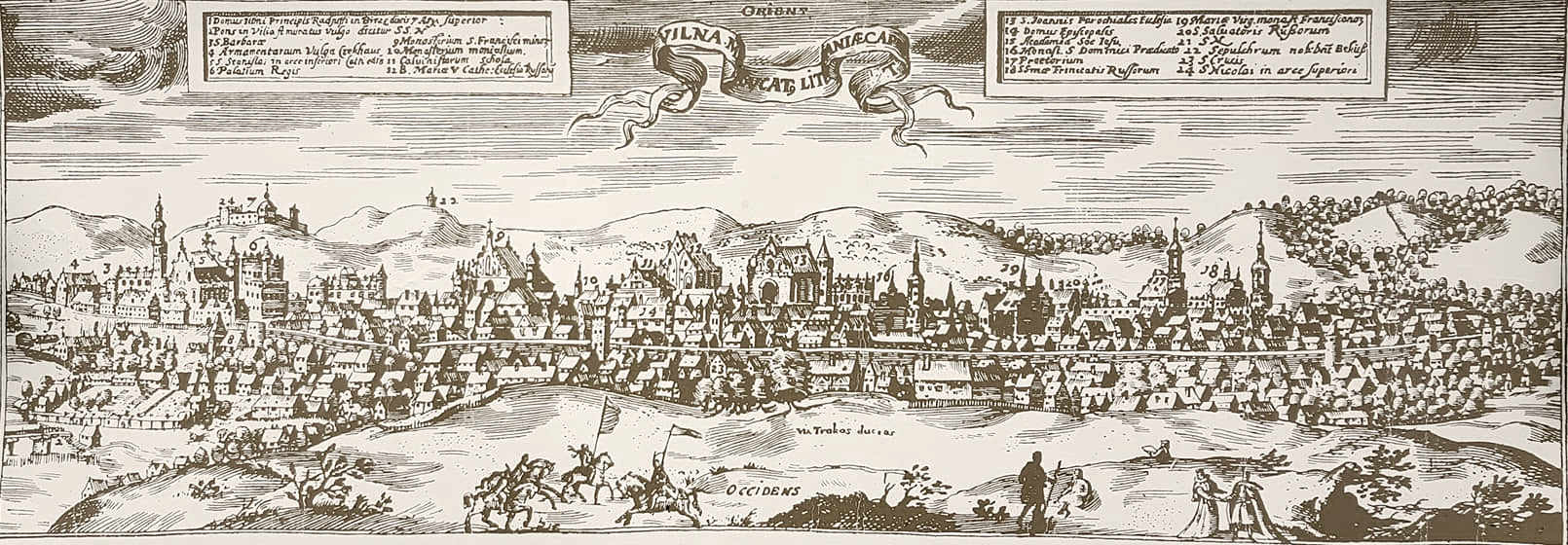
Panorama von Vilnius, 1600

Da seit Mitte des 13. Jahrhunderts der Deutsche Orden mit seinem Expansionsdrang im Baltikum sowohl das Großfürstentum Litauen als auch das Königreich Polen bedrohte, entschied sich der litauische Großfürst Jogaila, eine Allianz mit Polen einzugehen. Infolge der Union von Krewo von 1386 vermählte er sich mit der polnischen Königin Hedwig. Das Land wurde reformiert und christianisiert. Das „ewige Feuer“ auf dem Hügel von Vilnius wurde gelöscht und der heidnische Tempel zerstört.
1387 wurde Vilnius das Magdeburger Stadtrecht zugewidmet.
Ab dem 15. Jahrhundert erlebte die Stadt eine lange wirtschaftliche und kulturelle Blüteperiode, gleichzeitig fand ihre allmähliche Polonisierung statt. Im 16. Jahrhundert entwickelte sie sich zum Zentrum der Orgelmusik, 1579 wurde auf der Basis des Jesuiten-Kollegiums die Universität Wilna gegründet (Alma academia et universitas Vilnensis societatis Jesu). Gleichzeitig wurde Vilnius zum wichtigsten Zentrum jüdischer Kultur in Nordeuropa und erhielt seinen Beinamen Jerusalem des Nordens. Das 17. Jahrhundert war geprägt von Kriegen, Bränden und Seuchen und für die Bevölkerung und die Bausubstanz der Stadt verheerend. Als besonders zerstörerisch gelten die russische Besetzung von 1655 bis 1661, während des Russisch-Polnischen Krieges, und die Besetzungen durch schwedische Truppen im Großen Nordischen Krieg in den Jahren 1702 und 1707. Auch die großen Stadtbrände von 1610, 1737, 1745 und 1747 verwüsteten Vilnius erheblich.

### Russisches Kaiserreich

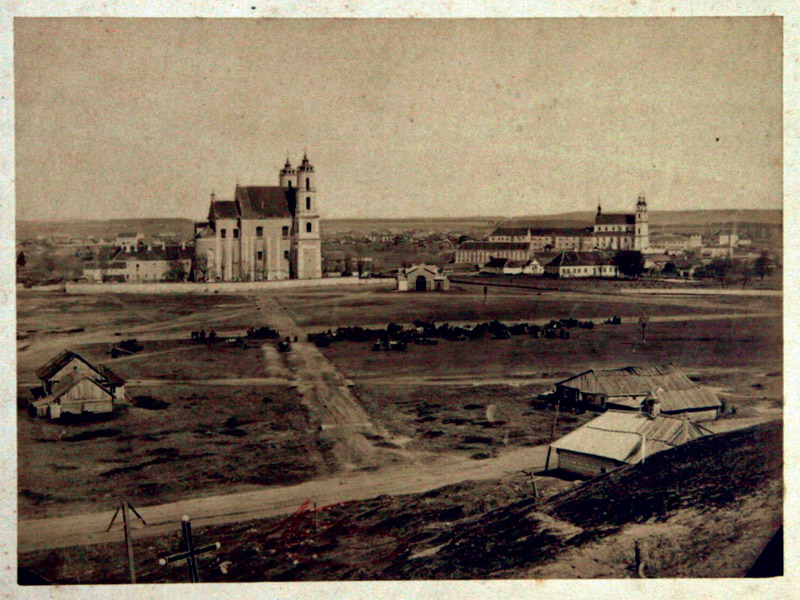
Vilnius, 1860

Nach den Teilungen Polen-Litauens gehörte Vilnius seit 1795 zum Russischen Kaiserreich. Im Russlandfeldzug 1812 wurde es von französischen Truppen geplündert. Infolge der russischen Repressionen nach dem gescheiterten Novemberaufstand 1830 wurde die Universität geschlossen, und die Stadt wurde zu einer Provinzhauptstadt des russischen Gouvernements Wilna heruntergestuft. 1862 eröffnete man die Warschau-Petersburger Eisenbahn. Obwohl von polnischsprachiger Bevölkerung geprägt, behielt Vilnius seine multikulturelle Tradition und wurde im 19. Jahrhundert das Zentrum des belarussischen nationalen Lebens, noch vor Minsk. Hier publizierten die wichtigsten belarussischen Dichter und Schriftsteller ihre Werke, und 1906 kam die erste belarussische Zeitung „Naša Niva“ heraus. Die Buchbestände des 1885 verstorbenen Gelehrten Mattityahu Strashun gelangten nach seinem Tod an die jüdische Gemeinde und wurden zum Grundstock der größten jüdischen Bibliothek in Europa. Um 1900 war Vilnius eine der größten jüdischen Städte überhaupt und 41 % ihrer Einwohner waren Juden. Trotz dieser Bevölkerungszusammensetzung wurde der in den 1890er Jahren in Sankt Petersburg aufgrund seiner reaktionären und antisemitischen Haltung bekannte Stadthauptmann Viktor von Wahl 1901 als Gouverneur nach Wilna versetzt. Er wurde im Mai des darauf folgenden Jahres Opfer eines misslungenen Attentats und musste abgelöst werden.

### Erster Weltkrieg und Zwischenkriegszeit
Im September 1915 räumten die russischen Truppen Wilna, am 18. September besetzten deutsche Truppen der 10. Armee die Stadt. Sie hielten Wilna bis 1918 besetzt.

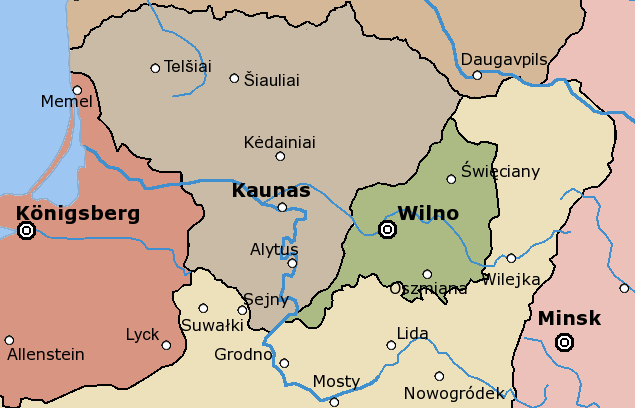
Karte von Litauen bis 1923

1918 wurde mit deutscher Unterstützung der litauische Staat mit der Hauptstadt Vilnius proklamiert. Er wurde während des Polnisch-Sowjetischen Krieges abwechselnd von der Roten Armee und polnischen Truppen besetzt.
Mit dem Versailler Vertrag und mit dem litauisch-sowjetischen Friedensvertrag von Moskau im Jahr 1920 wurde Litauen mit seiner Hauptstadt Vilnius international anerkannt. Im Oktober 1920 besetzten polnische Truppen im Verlauf des Polnisch-Litauischen Kriegs die Stadt samt dem mehrheitlich polnischsprachigen Südosten Litauens erneut. 1922 schlug Polen das Wilnaer Gebiet auch formal seinem Staatsgebiet zu, was zu großen Spannungen zwischen beiden Ländern führte. Die polnische Annexion wurde vom Völkerbund de facto anerkannt. Für 19 Jahre wurde Kaunas daraufhin die „vorübergehende Hauptstadt“ Litauens, und Vilnius wurde die Hauptstadt einer polnischen Wojewodschaft. Der Anteil der litauischen Bevölkerung in Wilna war zu dieser Zeit sehr gering (circa 2 %), bei Anteilen von 53 % Polen und 41 % Juden. Noch heute bezeichnen sich etwa 18 % der Bewohner als Polen, und im Vilniusser Umland stellen die Polen die Mehrheit.
Das Zentrum für psychische Gesundheit der Stadt Vilnius wurde 1927 gegründet.

### Zweiter Weltkrieg

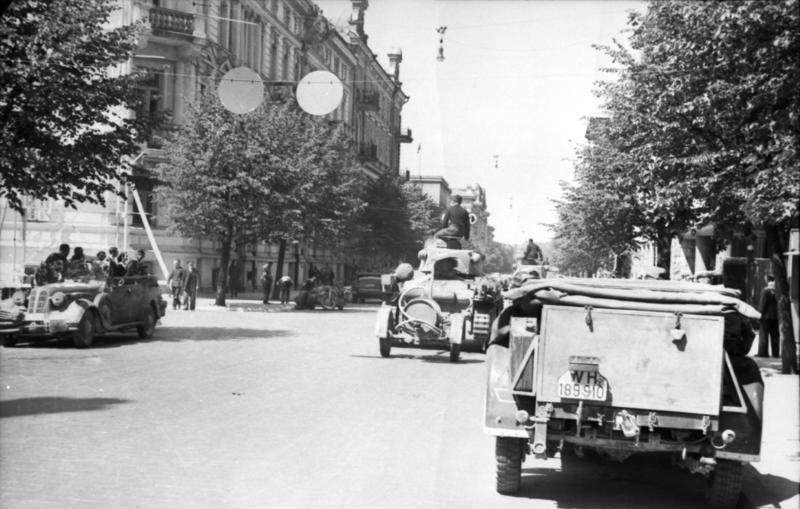
Einmarsch motorisierter deutscher Truppen (Aufnahme einer Propagandakompanie)

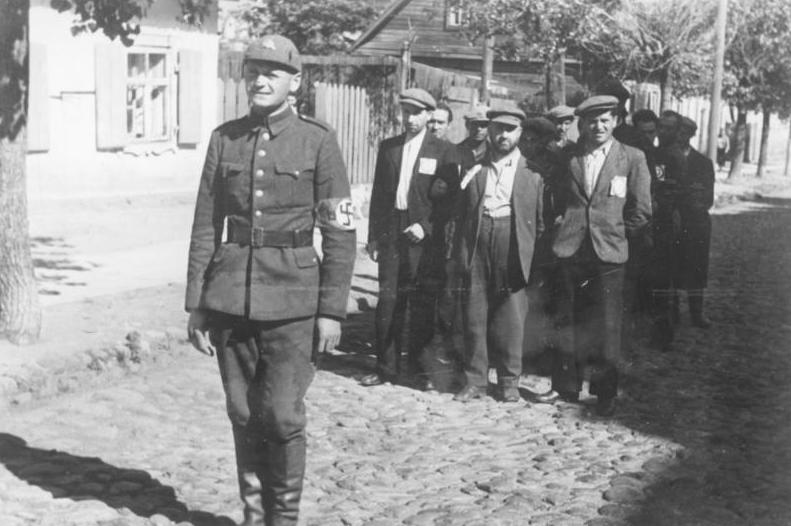
Litauischer Hilfspolizist mit Hakenkreuzarmbinde vor einer Gruppe von Männern, die als Juden gekennzeichnet und für den Einsatz zur Zwangsarbeit vorgesehen sind (Juli 1942)

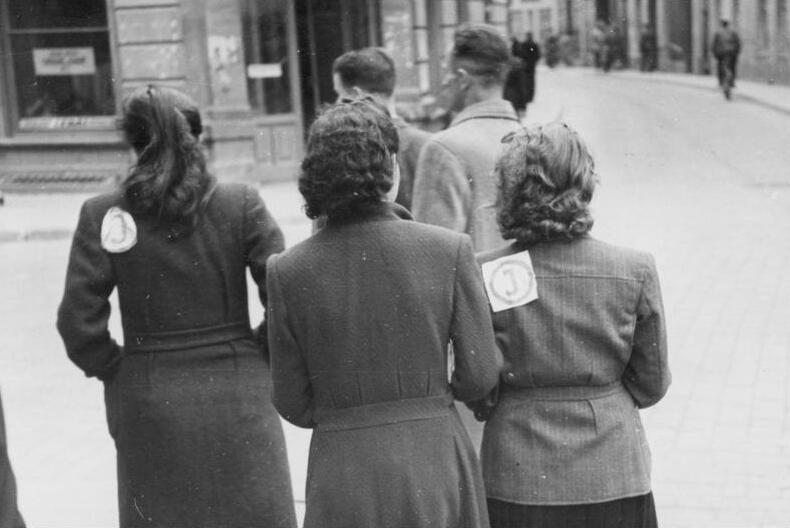
Als Juden gekennzeichnete Frauen (Juli 1942)

Gemäß dem Hitler-Stalin-Pakt wurde Polen zwischen dem nationalsozialistischen Deutschen Reich und der Sowjetunion aufgeteilt.
Nach Beginn des Zweiten Weltkriegs am 1. September 1939 mit dem deutschen Überfall auf Polen drang, wie im Pakt vereinbart, die Rote Armee am 17. September in Polen ein. Vilnius wurde am 19. September besetzt. Am 10. Oktober wurde die Stadt von der Sowjetunion an Litauen übergeben. Am 29. Oktober rückte die litauische Armee in Vilnius ein.
Neun Monate später – am 15. Juni 1940 – überfiel die Sowjetunion Litauen, das Land wurde an die Sowjetunion angeschlossen, und am 3. August 1940 wurde Vilnius Hauptstadt der Litauischen Sozialistischen Sowjetrepublik. Rund 35.000 polnische Bewohner wurden nach Sibirien deportiert.
Die deutsche Besatzung Litauens dauerte vom 23. Juni 1941 bis zum 13. Juli 1944. Vilnius wurde Teil des Reichskommissariats Ostland. In der Altstadt wurde ein Ghetto in zwei Teilen eingerichtet, wobei eines bis Oktober 1941 durch die Erschießungen im Wald von Paneriai (etwa 10 km westlich von der Stadt) aufgelöst wurde. Im zweiten Ghetto waren Ende November 1941 rund 20.000 Juden zusammengepfercht. Es bestand bis 1943, schrumpfte aber zunehmend nach zahlreichen sogenannten Aktionen. Die verbliebenen Juden wurden in Konzentrationslager deportiert und dort ermordet. Etwa 100.000 jüdische Bewohner verloren ihr Leben. Näheres zu den Kämpfen im Juli 1944 hier (Vilnius war zur „Festung“ erklärt worden). Nach 1944 entstand in der Stadt das Kriegsgefangenenlager 195 für deutsche Kriegsgefangene.

### Litauische SSR
Nach der zweiten sowjetischen Besatzung 1944 wurde die polnische Bevölkerung im Zuge der Zwangsumsiedlung von Polen aus den ehemaligen polnischen Ostgebieten 1944–1946 vertrieben und Vilnius zur Hauptstadt der Sozialistischen Sowjetrepublik Litauen. Der Stalinismus der Nachkriegsjahre brachte nicht nur eine Verstaatlichung und Sowjetisierung der Wirtschaft, sondern versuchte auch die nationale und religiöse Identität der Litauer zu unterdrücken. So wurden auch in Vilnius Kirchen zum Beispiel als Lagerhallen zweckentfremdet, die Ruinen der ehemaligen Großen Synagoge gar abgetragen. Das öffentliche Leben wurde durch strenge Zensur bestimmt.
Der litauische Bevölkerungsanteil in Vilnius stieg – unter anderem durch Landflucht als Folge der Zwangskollektivierung der litauischen Landwirtschaft – deutlich an. Daneben förderten die Sowjetbehörden in den ersten Nachkriegsjahren auch den Zuzug von Arbeitskräften aus anderen Teilen der Sowjetunion. Jedoch gelang es dem Politbüro der Litauischen Kommunistischen Partei, die Ansiedlung von Nicht-Litauern zu begrenzen, so dass der Anteil der russischsprachigen Bevölkerung bei etwa 20 % verharrte, während er in den beiden anderen baltischen Hauptstädten Riga und Tallinn zeitweise auf 50 % anstieg.

### Republik Litauen
Auch nach der Wiedererlangung der Unabhängigkeit mit dem Zerfall der Sowjetunion 1990/1991 blieb Vilnius Sitz des litauischen Parlaments und der Regierung. Das heutige Vilnius entwickelte sich innerhalb von zehn Jahren von einer sowjetischen in eine Stadt westlich-kosmopolitischen Stils. Auf dem der Altstadt und dem Zentrum (Bebauung rund um den zentralen Gediminas-Prospekt ab der Jahrhundertwende) gegenüber gelegenen Ufer der Neris entstand in den letzten Jahren ein modernes Büro- und Geschäftsviertel, mit dem Vilnius zu einem Anziehungspunkt nicht nur für Touristen wurde. Bislang verlief die Entwicklung großteils auf Brachflächen. In absehbarer Zeit werden die einfachen, mancherorts ärmlichen Holzhaus-Siedlungen, die sich unmittelbar nördlich anschließen, weichen müssen.
1995 wurde die Stadtgemeinde Vilnius errichtet. 1999 wurde Grigiškės von der Rajongemeinde Trakai zugeordnet. Seit 2006 besteht die Zentralbibliothek der Stadtgemeinde Vilnius. Vilnius trug 2009 gemeinsam mit der Stadt Linz den Titel Kulturhauptstadt Europas.

## Einwohner
2017 lebten in Vilnius offiziell 574.221 Einwohner oder 22 % der Bevölkerung Litauens, davon 54,43 % Litauer, 18 % Polen und 13 % Russen, der Rest verteilt sich auf weitere 125 Nationalitäten,
2016 wurden 7.500 neu angemeldet, davon 1.655 in Verkiai und je 1.000 in Naujoji Vilnia, Pašilaičiai und Antakalnis. In den Polikliniken und anderen Gesundheitseinrichtungen sind 622.543 oder 48.000 Einwohner mehr als offiziell beim Meldeamt angemeldet (2017). Laut der Stadtverwaltung Vilnius bekäme die Stadtgemeinde um 17 Mio. Euro mehr Einkommensteuer, wenn diese Einwohner offiziell in Vilnius angemeldet wären.

### Bevölkerungsentwicklung
| Veränderung der ethnischen Gruppen in Vilnius 1897–2012 | Veränderung der ethnischen Gruppen in Vilnius 1897–2012 | Veränderung der ethnischen Gruppen in Vilnius 1897–2012 | Veränderung der ethnischen Gruppen in Vilnius 1897–2012 | Veränderung der ethnischen Gruppen in Vilnius 1897–2012 | Veränderung der ethnischen Gruppen in Vilnius 1897–2012 | Veränderung der ethnischen Gruppen in Vilnius 1897–2012 | Veränderung der ethnischen Gruppen in Vilnius 1897–2012 | Veränderung der ethnischen Gruppen in Vilnius 1897–2012 | Veränderung der ethnischen Gruppen in Vilnius 1897–2012 | Veränderung der ethnischen Gruppen in Vilnius 1897–2012 | Veränderung der ethnischen Gruppen in Vilnius 1897–2012 | Veränderung der ethnischen Gruppen in Vilnius 1897–2012 | Veränderung der ethnischen Gruppen in Vilnius 1897–2012 |
| Jahr                                                    | Litauer                                                 | Litauer                                                 | Polen                                                   | Polen                                                   | Russen                                                  | Russen                                                  | Juden                                                   | Juden                                                   | Belarussen                                              | Belarussen                                              | Andere                                                  | Andere                                                  | Gesamt                                                  |
| ------------------------------------------------------- | ------------------------------------------------------- | ------------------------------------------------------- | ------------------------------------------------------- | ------------------------------------------------------- | ------------------------------------------------------- | ------------------------------------------------------- | ------------------------------------------------------- | ------------------------------------------------------- | ------------------------------------------------------- | ------------------------------------------------------- | ------------------------------------------------------- | ------------------------------------------------------- | ------------------------------------------------------- |
| 1897                                                    | 3.131                                                   | 2,0 %                                                   | 47.795                                                  | 30,1 %                                                  | 30.967                                                  | 20,0 %                                                  | 61.847                                                  | 40,0 %                                                  | 6.514                                                   | 4,2 %                                                   | 10.792                                                  | 6,9 %                                                   | 154.532                                                 |
| 1931                                                    | 1.579                                                   | 0,8 %                                                   | 128.600                                                 | 65,5 %                                                  | 7.400                                                   | 3,8 %                                                   | 54.600                                                  | 27,8 %                                                  | 1.700                                                   | 0,9 %                                                   | 4.166                                                   | 2,1 %                                                   | 196.345                                                 |
| 1959                                                    | 79.400                                                  | 34,0 %                                                  | 47.200                                                  | 20,0 %                                                  | 69.400                                                  | 29,0 %                                                  | 16.400                                                  | 7,0 %                                                   | 14.700                                                  | 6,0 %                                                   |                                                         |                                                         | 236.100                                                 |
| 2001                                                    | 318.510                                                 | 57,5 %                                                  | 104.446                                                 | 18,9 %                                                  | 77.698                                                  | 14,1 %                                                  |                                                         | 0,5 %                                                   | 22.555                                                  | 4,1 %                                                   | 30.695                                                  | 5,5 %                                                   | 553.904                                                 |
| 2012                                                    |                                                         | 63,2 %                                                  |                                                         | 16,5 %                                                  |                                                         | 12,0 %                                                  |                                                         | ?                                                       |                                                         | 3,5 %                                                   |                                                         | 4,8 %                                                   | 535.631                                                 |

| Jahr | Einw.   |
| ---- | ------- |
| 1796 | 017.500 |
| 1818 | 033.600 |
| 1859 | 058.200 |
| 1875 | 082.688 |
| 1897 | 154.500 |
| 1909 | 205.200 |
| 1919 | 128.500 |
| 1923 | 167.400 |
| 1931 | 195.100 |
| 1939 | 209.400 |
| 1941 | 270.000 |
| 1944 | 110.000 |
| 1959 | 236.100 |
| 1970 | 372.100 |
| 1985 | 544.400 |
| 2001 | 542.287 |
| 2006 | 541.824 |
| 2009 | 546.733 |
| 2011 | 542.932 |
| 2017 | 574.221 |

Bei der ersten Volkszählung im russischen Zarenreich im Jahr 1897 waren von den 154.500 Einwohnern Wilnas:
- 61.847 Juden (40,0 %),
- 47.795 Polen (30,1 %),
- 30.967 Russen (20,0 %),
- 06.514 Belarussen (4,2 %),
- 03.131 Litauer (2,0 %) und
- 10.792 anderer Volkszugehörigkeit (6,9 %).

Laut der von der deutschen Kriegsverwaltung durchgeführten Volkszählung lebten 19 Jahre später (1916) in Wilna 138.794 Einwohner, davon:
- 74.466 Polen (53,7 %),
- 57.516 Juden (41,5 %),
- 02.909 Litauer (2,1 %),
- 02.219 Russen (1,6 %),
- 00.611 Belarussen (0,5 %),
- 00.880 Deutsche (0,6 %) und
- 00.193 (0,1 %) andere.

Durch den Krieg war die Bevölkerung insgesamt also leicht gesunken, vor allem durch den Wegzug von über 90 % der Russen. Die Anzahl der Polen stieg dagegen im Vergleich zu 1897 um über 60 %, die der Juden auch noch einmal leicht um knapp 20 %. Die Polen waren jetzt die größte Bevölkerungsgruppe vor den Juden.
In der polnischen Zwischenkriegszeit wurde 15 Jahre später (1931) eine Volkszählung durchgeführt. Die Bevölkerung war demnach auf 195.100 angestiegen, davon:
- 65,5 % Polen,
- 27,8 % Juden,
- 03,8 % Russen und nur noch
- 00,8 % Litauer und
- 00,9 % Belarussen.

Die Gesamtzahl der Juden war das erste Mal leicht auf 54.500 gesunken.
Der Zweite Weltkrieg führte zu einem völligen Bevölkerungsaustausch. Von den Juden, die bis 1939 in Vilnius gelebt hatten, starben die meisten im Holocaust. Ein großer Teil der polnischen Bevölkerung wurde in die nun von Polen verwalteten deutschen Ostgebiete vertrieben, während im Umland von Vilnius bis heute noch viele Polen leben. Die vertriebenen Vilniuser wurden durch Russen und andere Litauer ersetzt, um diese dort im Sinne der Staatsräson zum Umbau der Stadt zur Hauptstadt einer Sozialistischen Sowjetrepublik in Litauen einzusetzen. Verwaltungsstrukturen und große Industriebetriebe wurden aufgebaut, und Vilnius erlebte ein rasantes Wachstum. Bei der sowjetischen Volkszählung im Jahr 1959 gaben von den 236.100 Einwohnern als Nationalität an:
- 79.400 Litauer (34 %),
- 69.400 Russen (29 %),
- 47.200 Polen (20 %),
- 16.400 Juden (7 %) und
- 14.700 Belarussen (6 %).

Nach dem Zerfall der Sowjetunion und der Unabhängigkeitserklärung Litauens ging die Bevölkerungszahl von über 576.000 (1989) auf 541.000 (2011) zurück.
Im Jahr 2001 wurde eine litauische Volkszählung in Vilnius durchgeführt, wonach 57,5 % der Bevölkerung Litauer waren, 18,9 % Polen, 14,1 % Russen, 4,1 % Belarussen, nur noch 0,5 % Juden und 5,5 % sonstiger ethnischer Zugehörigkeit. Die Mehrzahl der in den 1950er Jahren noch verbliebenen Juden war ausgewandert.

### Religion
Im Jahre 2017 waren 66 % der Einwohner katholisch. In der Stadt gibt es eine Vielzahl an Kirchen und religiösen Stätten. Über mehrere Jahrhunderte gab es ein friedliches Nebeneinander der jüdischen und christlichen Religionsanhänger. Als Jerusalem des Nordens, hebräisch „Yerushalayim de-Lita“ (Jerusalem von Litauen), wurde Vilnius zu einem Zentrum der jüdischen Kultur und Aufklärung. Mit dem Vorstoß der Truppen der deutschen Wehrmacht nach Litauen 1941 begann das Ende der jüdischen Geschichte in Vilnius. Die Stadt verlor im Zweiten Weltkrieg durch den Holocaust fast sämtliche jüdischen Bewohner und somit die Hälfte ihrer Bevölkerung. Wegen der Kriegsbeschädigungen wurde in den 1950er Jahren die Große Synagoge abgerissen. Heute ist die Choral-Synagoge der einzige jüdische Sakralraum in Vilnius.

## Politik und Verwaltung

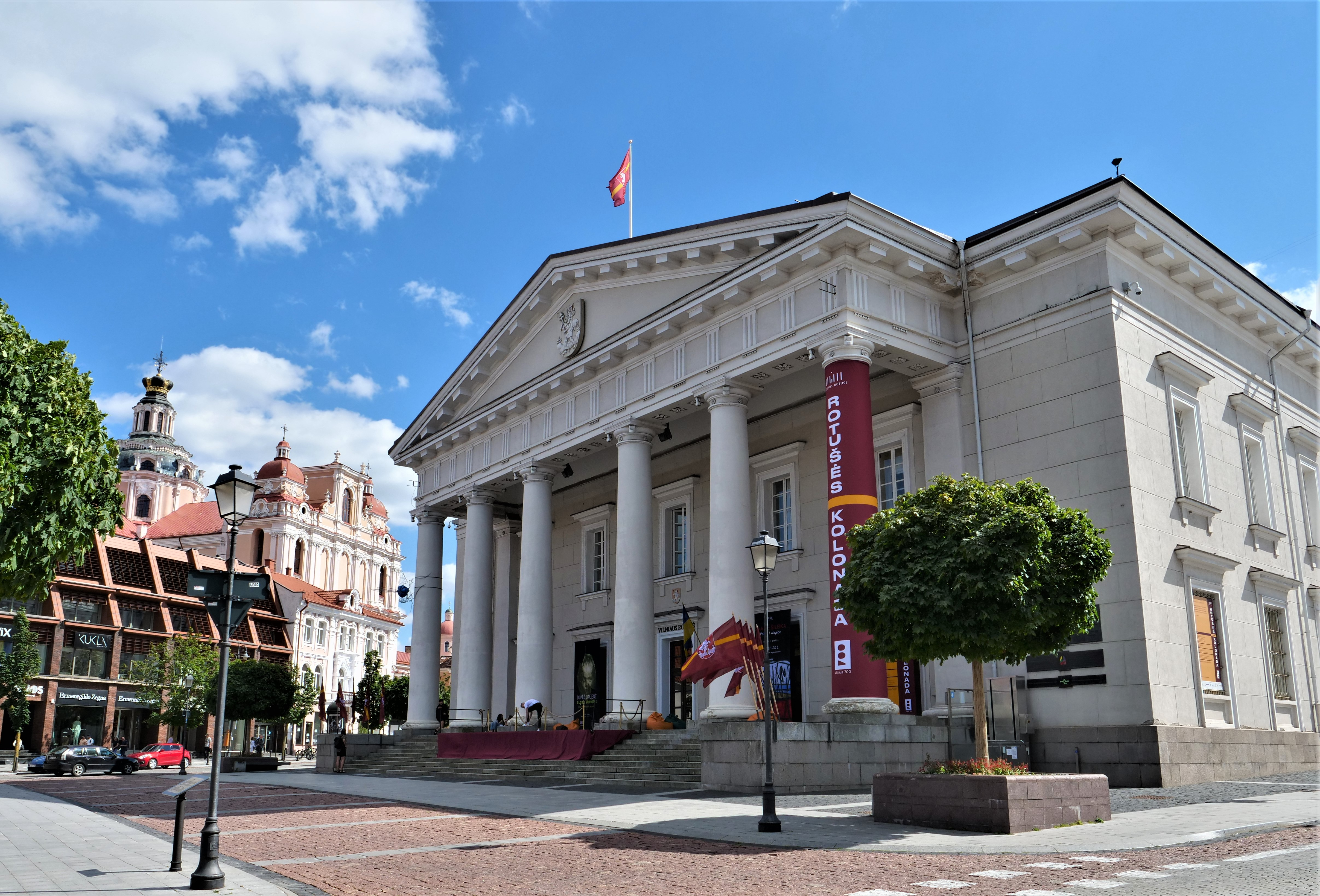
Rathaus und Kasimir-Kirche (li.)

### Stadtrat
Die Amtszeit des 51-köpfigen Stadtrates der Stadtgemeinde beträgt vier Jahre. Der Rat wurde bis 2010 aus den Kandidatenlisten der registrierten Parteien gewählt. Seit 2011 können auch unabhängige Kandidaten gewählt werden. In seiner ersten Sitzung wählt der Rat einen Bürgermeister, vier stellvertretende Bürgermeister sowie einen Administrationsdirektor.

### Bürgermeister
Der jetzige Bürgermeister Valdas Benkunskas wurde im März 2023 in einer direkten Wahl erstmals zum Bürgermeister gewählt.

### Verwaltung
Die Verwaltung der Stadtgemeinde Vilnius ist eine kommunale Anstalt, die den Rat der Stadtgemeinde bedient. Sie hilft dem Stadtrat, seine Funktionen auszuüben, und unterstützt ihn bei seinen Aktivitäten. Die Stadtverwaltung hat 1100 Mitarbeiter (Stand 2025).

### Stadtwappen

Stadtwappen

Das Stadtwappen stammt aus dem Jahr 1330. Es zeigt auf rotem Grund den Schutzheiligen von Vilnius. Der heilige Christophorus watet durch einen Fluss und trägt dabei auf seinen Schultern das Jesuskind. Das Jesuskind segnet mit der einen Hand und hält in der anderen Hand die Weltkugel. Das Motto ist Unitas, Justitia, Spes (Latein: Einheit, Gerechtigkeit, Hoffnung).

### Städtepartnerschaften
Nach eigenen Angaben unterhält Vilnius Städtepartnerschaften mit folgenden Städten:
| Stadt              | Land                    | seit | Typ           |
| ------------------ | ----------------------- | ---- | ------------- |
| Aalborg            | Dänemark                | 1979 |               |
| Almaty             | Kasachstan              | 1998 | Kooperation   |
| Astana             | Kasachstan              |      |               |
| Belgrad            | Serbien                 | 2010 |               |
| Bila Zerkwa        | Ukraine                 | 2011 |               |
| Borodjanka         | Ukraine                 | 2023 | Partnerschaft |
| Breslau            | Polen                   | 2014 |               |
| Brüssel            | Belgien                 | 2004 | Kooperation   |
| Budapest           | Ungarn                  | 1991 |               |
| Cherson            | Ukraine                 | 2012 |               |
| Chicago            | Vereinigte Staaten      | 1993 | Freundschaft  |
| Chișinău           | Moldau                  | 2006 | Kooperation   |
| Danzig             | Polen                   | 1998 | Kooperation   |
| Dnipro             | Ukraine                 | 1998 | Kooperation   |
| Donezk             | Ukraine                 | 1996 | Kooperation   |
| Dublin             | Irland                  | 2005 | Kooperation   |
| Duisburg           | Deutschland             | 1985 | Kooperation   |
| Edinburgh          | Vereinigtes Königreich  | 1994 | abgelaufen    |
| Erfurt             | Deutschland             | 1972 | Kooperation   |
| General San Martín | Argentinien             | 2011 |               |
| Guangzhou          | Volksrepublik China     | 2006 | Partnerschaft |
| Irkutsk            | Russland                | 2010 |               |
| Joensuu            | Finnland                | 1970 | Partnerschaft |
| Kiew               | Ukraine                 | 1991 | Freundschaft  |
| Krakau             | Polen                   | 1991 | Partnerschaft |
| Łódź               | Polen                   | 1991 | Kooperation   |
| Lublin             | Polen                   | 2019 | Freundschaft  |
| Lwiw               | Ukraine                 | 2014 | Kooperation   |
| Madison            | Vereinigte Staaten      | 1991 | Freundschaft  |
| Mailand            | Italien                 | 2004 |               |
| Mariupol           | Ukraine                 | 2023 |               |
| Minsk              | Belarus                 |      |               |
| Moskau             | Russland                |      | beendet 2022  |
| Oslo               | Norwegen                | 1991 | Freundschaft  |
| Palermo            | Italien                 |      |               |
| Pavia              | Italien                 |      |               |
| Piräus             | Griechenland            | 1997 |               |
| Reykjavík          | Island                  | 2006 | Partnerschaft |
| Riga               | Lettland                | 2005 | Partnerschaft |
| Salzburg           | Österreich              | 1989 | Partnerschaft |
| Shenzhen           | Volksrepublik China     | 2017 | Freundschaft  |
| St. Petersburg     | Russland                | 2006 | beendet 2022  |
| Stockholm          | Schweden                | 1996 | Kooperation   |
| Straßburg          | Frankreich              | 2003 | Kooperation   |
| Taipeh             | Republik China (Taiwan) | 1998 | Partnerschaft |
| Tallinn            | Estland                 | 2005 | Partnerschaft |
| Tiflis             | Georgien                | 2009 | Partnerschaft |
| Villeurbanne       | Frankreich              | 2011 |               |
| Warschau           | Polen                   | 1998 | Partnerschaft |

Nicht alle diese Städte bezeichnen ihrerseits Vilnius als Partnerstadt.
Vilnius ist auch Mitglied des Bundes der europäischen Napoleonstädte.

## Kultur und Sehenswürdigkeiten

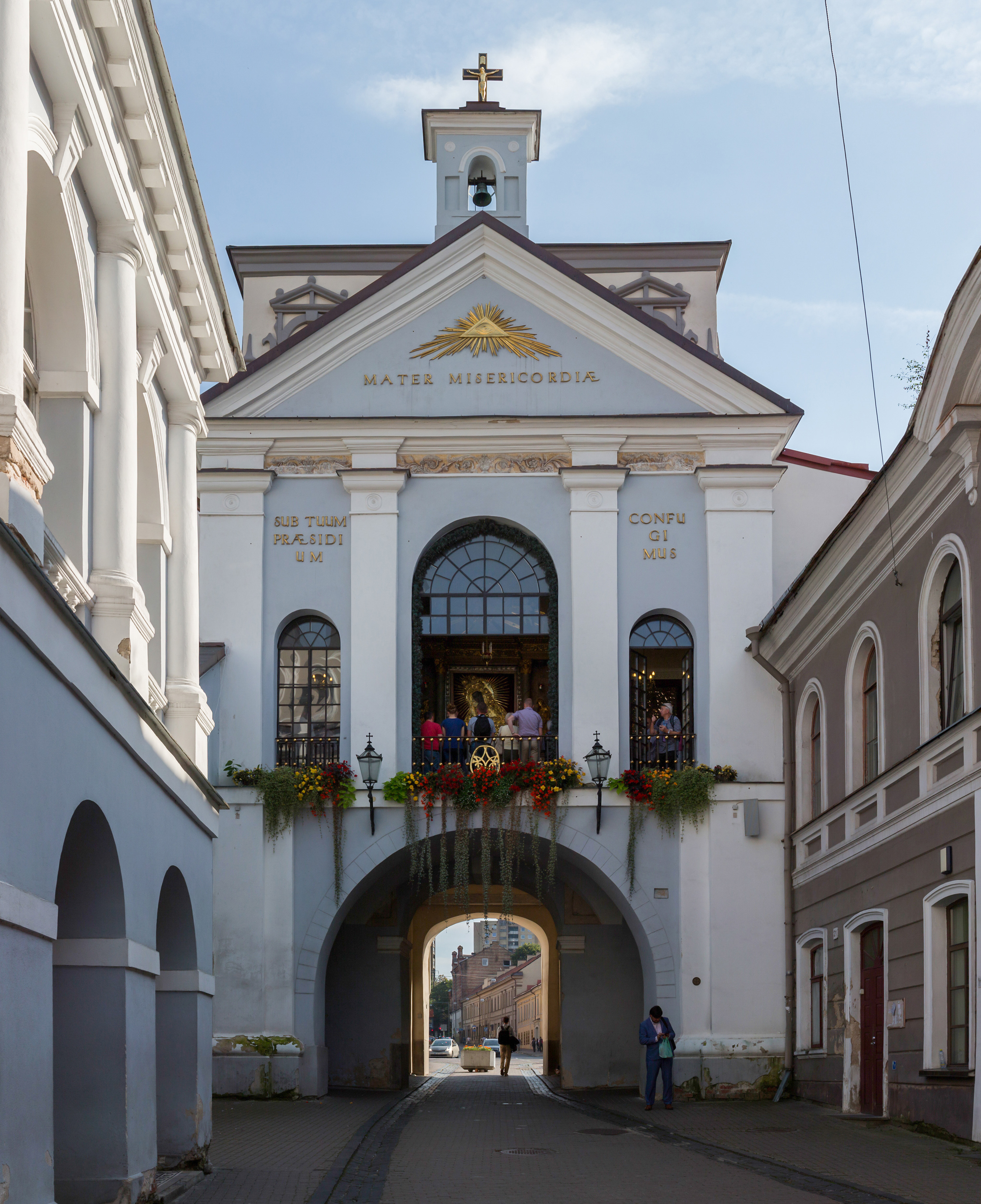
Altstadt von Vilnius: Blick auf die Aušros Vartai („Tor der Morgenröte“)

Ausgehend vom Burgberg bildet das Straßennetz der Altstadt von Vilnius in Richtung Westen und Süden eine fächerartige Struktur. Die Altstadt, die sich an den Hängen auf dem linken Ufer der Neris hinaufzieht, hat eine Fläche von 360 ha und zählt damit zu den größten und besterhaltenen Europas; seit 1994 zählt sie zum UNESCO-Welterbe. Als politisches Zentrum des Großherzogtums Litauen vom 13. bis zum Ende des 18. Jahrhunderts hatte Vilnius einen tiefgreifenden Einfluss auf die kulturelle und architektonische osteuropäische Entwicklung. Während in den anderen baltischen Hauptstädten Riga und Tallinn gotische (backsteingotische), hanseatische und lutherische Architektur überwiegen und das mit Seehandel beschäftigte Bürgertum vorherrschte, waren in Vilnius der Katholizismus und der Barock prägend und der Landhandel die staatstragende Schicht. Trotz einiger Überfälle und Zerstörungen wurden viele bemerkenswerte Bauwerke des Barocks, Klassizismus, der Gotik und Renaissance sowie die mittelalterliche Stadtstruktur bewahrt.
Im Zweiten Weltkrieg gingen durch Kampfhandlungen nur sehr wenige Gebäude verloren, jedoch wurden über hundert Synagogen systematisch zerstört.

### Bauwerke

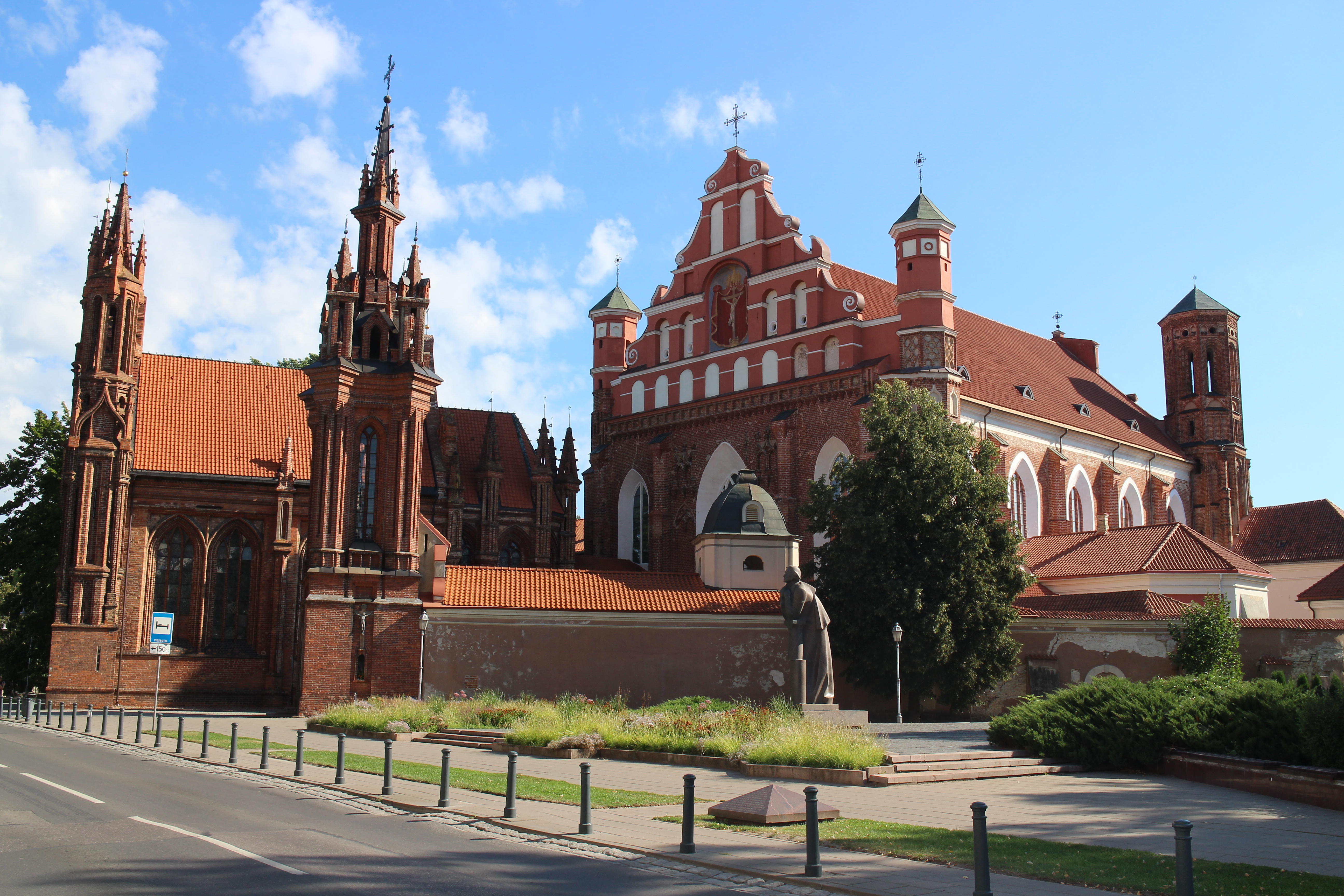
Gotische Kirchen: links St. Annen (Šv. Onos),
rechts St. Franziskus (Šv. Pranciškaus Asyžiečio)

#### Altstadt
- Ruine der Burg von Gediminas auf dem gleichnamigen Hügel aus dem 14. und 15. Jahrhundert
- Großfürstliches Schloss am Fuß der Burg, Rekonstruktion (2002–2013) des zu Beginn des 19. Jahrhunderts abgetragenen Renaissancebaus
- klassizistische römisch-katholische Kathedrale Sankt Stanislaus neben dem rekonstruierten Schloss, mit freistehendem Glockenturm
- St.-Franziskus-Kirche des Bernhardinerinnenklosters, eine dreischiffige backsteingotische Hallenkirche
- St.-Annen-Kirche, ein einzigartiges Beispiel des Flamboyantstils außerhalb Frankreichs
- Choral-Synagoge, einzige verbliebene der vor dem Zweiten Weltkrieg 105 Synagogen
- die barocke Universitätsanlage mit der Johanneskirche (lit. Šv. Jonų).
- barocke Kasimir-Kirche (lit. Šv. Kazimiero), dem Nationalheiligen geweiht
- altes Rathaus, zuletzt in klassizistischem Stil umgebaut
- orthodoxe Kathedrale der Himmelfahrt der Gottesmutter, geht auf das 14. Jahrhundert zurück, erhielt ihre heutige Gestalt im 19. Jahrhundert.
- katholische Heilig-Geist-Kirche
- Tor der Morgenröte (polnisch Ostra brama / litauisch Aušros vartai).

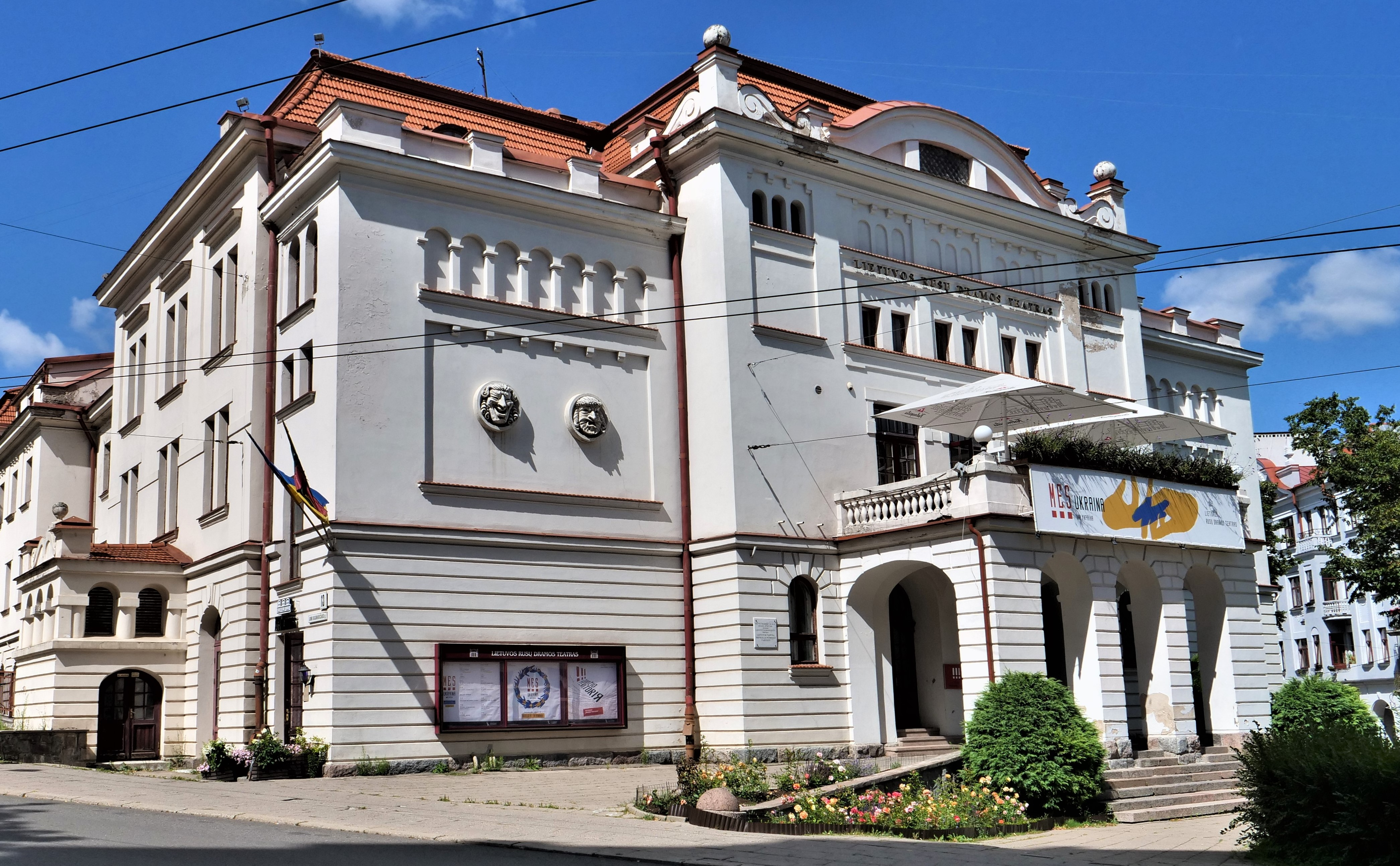
Altes Theater
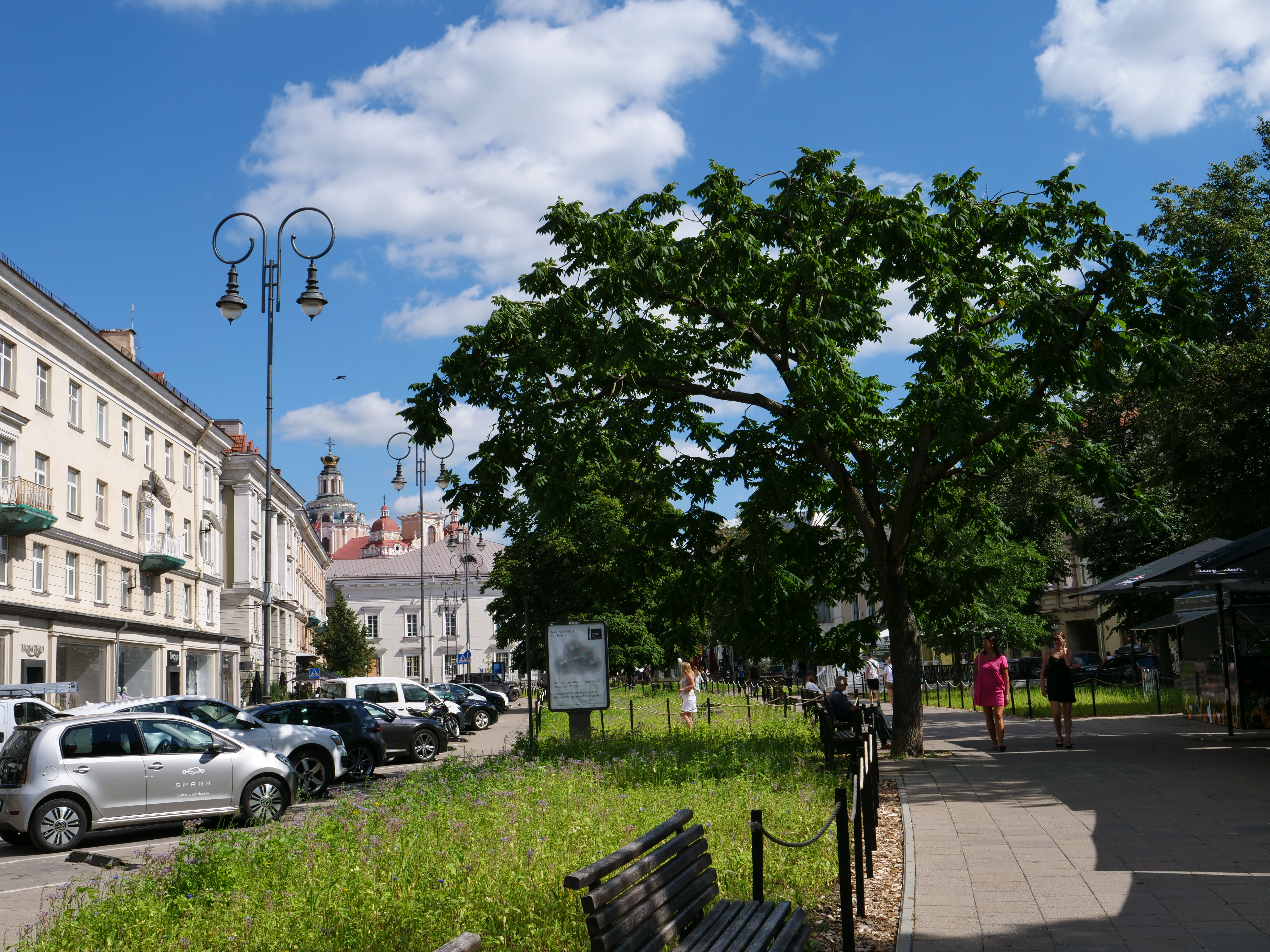
Grüne Flaniermeile
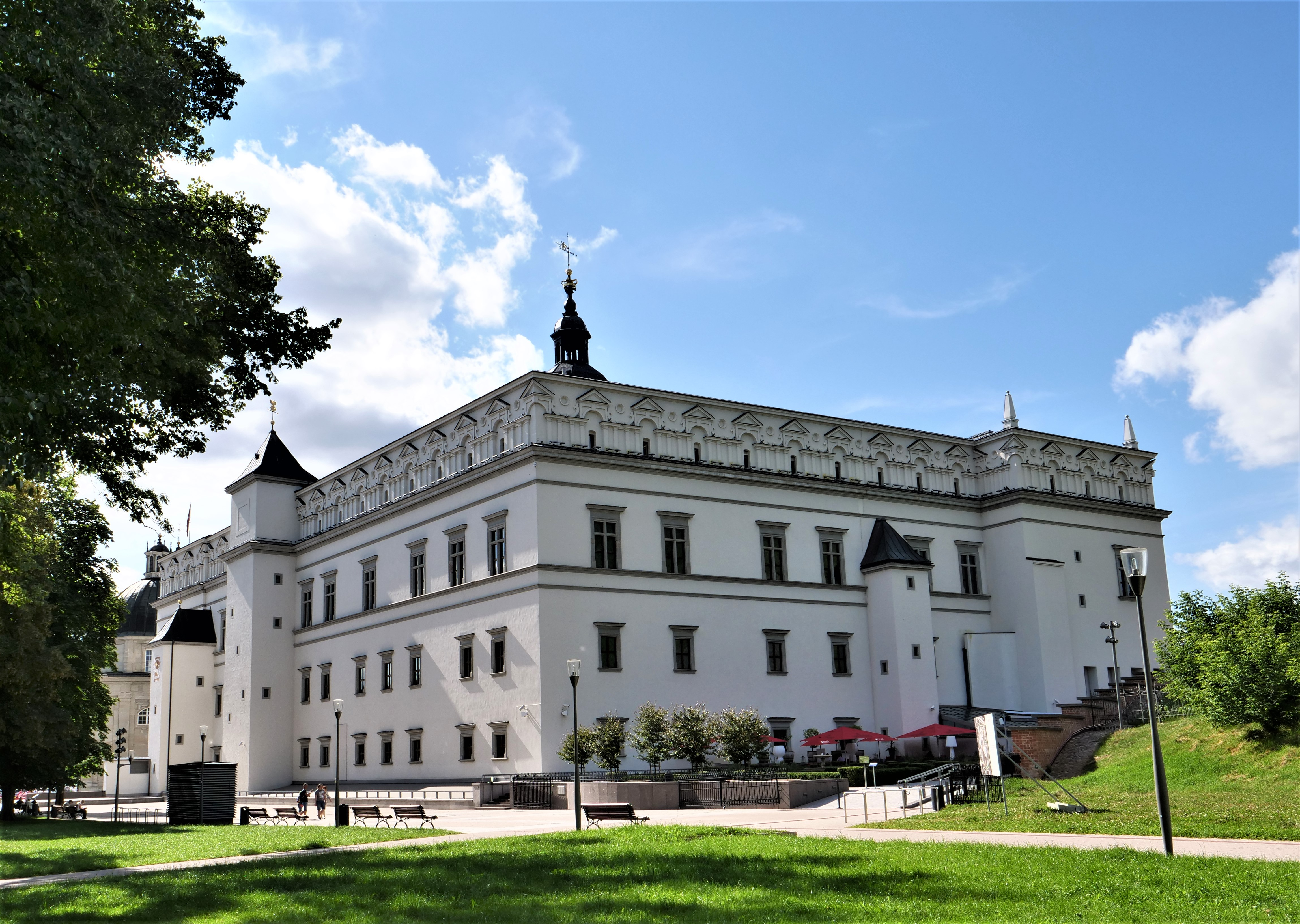
Großfürstliches Schloss
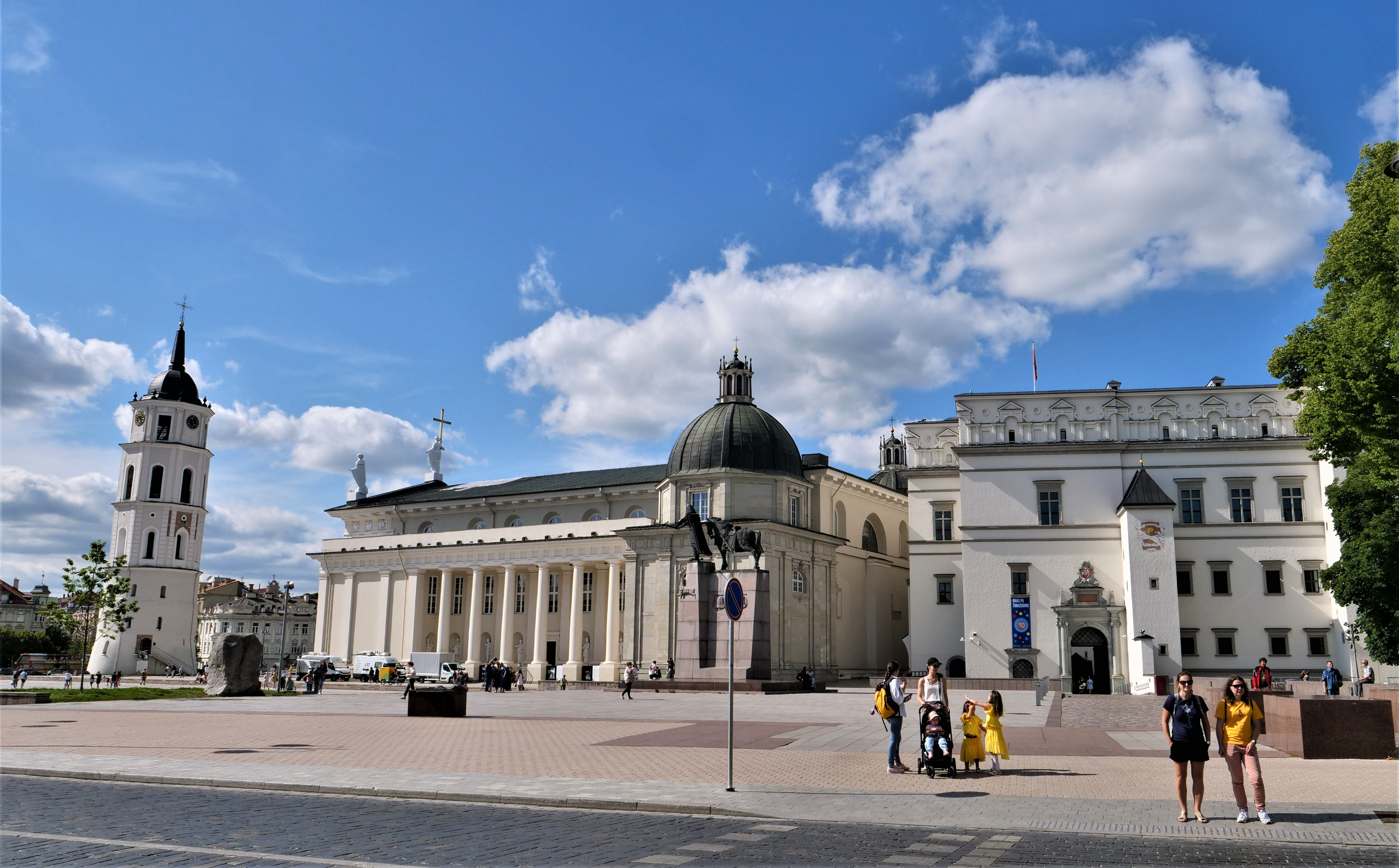
Kathedrale und Schlossportal (re.)

#### Außerhalb der Altstadt
- katholische St. Peter-und-Paul-Kirche (lit. Šv. Petro ir Povilo), ein Meisterwerk des Barock.
- katholische St. Stephans-Kirche
- orthodoxe St. Michael und Konstantin
- Rasų-Friedhof, wo zahlreiche prominente Litauer und Polen begraben sind. Józef Piłsudskis Herz ist hier bestattet.
- der zentrale Markt auf dem nördlichen Ufer der Neris.
- Das Stadtviertel Užupis (deutsch: Hinter dem Fluss) am rechten Ufer des Flüsschens Vilnele, wurde seit Anfang der Neunziger vom unbeachteten und verwahrlosten Winkel zu einem Künstlerviertel (in unmittelbarer Nähe der Kunstakademie „Dailės akademija“) und stellt nunmehr auch eine exquisite Adresse dar.
- Europa Tower, der höchste Wolkenkratzer des gesamten Baltikums

#### Verlorene Gebäude

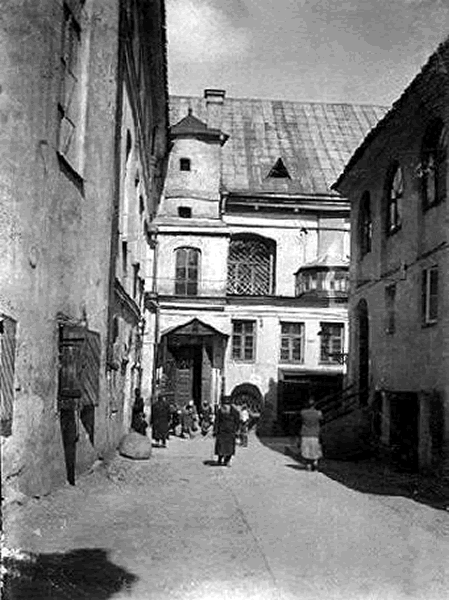
Große Synagoge, Foto 1920–1930

- Große Synagoge im Stil der italienischen Renaissance und des Rokoko
- 103 weitere Synagogen

### Museen
- Energiewirtschaftsmuseum Litauens
- Museum der Okkupationen und Freiheitskämpfe
- Valstybinis Vilniaus Gaono Žydų Muziejus (Staatliches Jüdisches Museum Gaon von Wilna)
- Museum Signatarenhaus Litauen
- Litauisches Kunstmuseum
  - Nationalgalerie Vilnius
- MO Museum

### Umgebung von Vilnius
Eine moderne Sehenswürdigkeit ist der Fernsehturm, der 326 m hoch ist und in 190 m Höhe über eine Aussichtsplattform verfügt.
Etwa 30 km westlich von Vilnius liegt Trakai, die mittelalterliche Hauptstadt Litauens, mit der wieder aufgebauten Wasserburg.
Nördlich von Vilnius im Dorf Purnuškės befindet sich der Europapark. Dort soll der geographische Mittelpunkt Europas (lit. Europos centras) liegen. Diese Berechnung französischer Wissenschaftler um 1989 ist allerdings wegen fraglicher Gewichtung von Inseln umstritten. Andere Geowissenschafter setzen den Mittelpunkt in der Ukraine nahe der Grenze zur Slowakei an, wobei es keine zwingende Methodik zur Bestimmung eines solchen Punktes gibt.

## Veranstaltungen und Sport
Seit 2004 findet jährlich der Vilnius-Marathon statt. In Vilnius ansässig sind der Fußballclub FK Žalgiris Vilnius sowie der Basketballverein BC Rytas.

## Wirtschaft und Infrastruktur

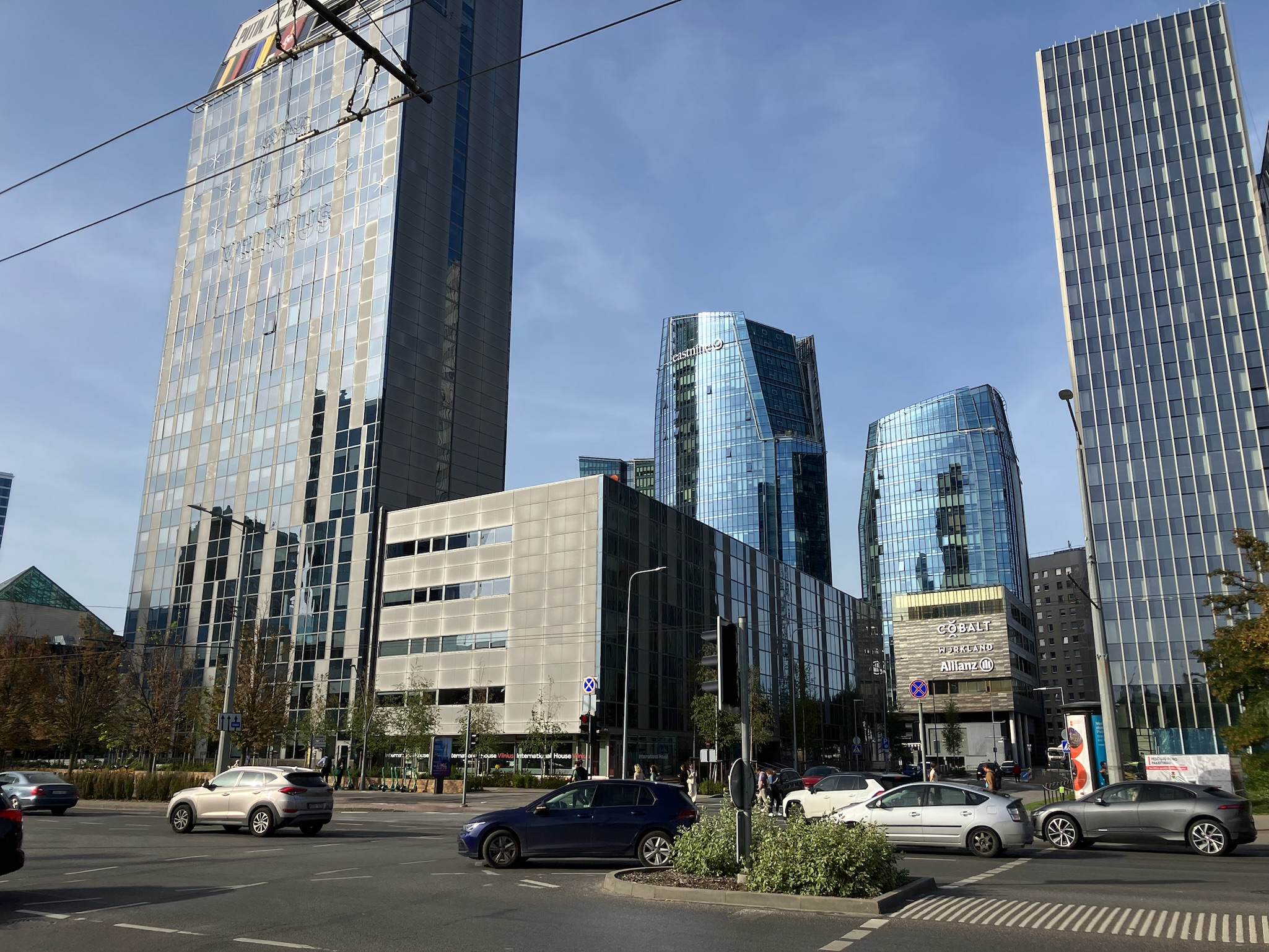
Geschäftszentrum von Vilnius (2023)

Vilnius ist das bedeutendste Verwaltungs- und Wirtschaftszentrum Litauens. In der Stadt sitzen wichtige Banken und zahlreiche Vertretungen globaler Firmen. Zu den bedeutendsten Unternehmen gehört Bitė Lietuva, eine der größten Telekommunikationsfirmen in den baltischen Staaten, und Omnitel, der größte litauische Mobilfunk-Betreiber sowie Lietuvos energija, ein staatlich kontrollierter Energieversorger und die Lietuvos geležinkeliai, die größte Eisenbahngesellschaft Litauens. Die NASDAQ OMX Vilnius ist die einzige Börse in Litauen. Sie wurde 1993 gegründet und wird von der Börsengruppe OMX geführt. Die Firma GEALAN Fenster-Systeme aus dem Oberfränkischen Oberkotzau (Deutschland) hat in der Stadt einen seiner vier Standorte, an denen Fensterprofile produziert werden.
Die Online-Handelsplattform für Kleidung Vinted, früher auch unter Kleiderkreisel bekannt, hat ihren Sitz in Vilnius. Die Vinted Limited ist ein international tätiges Unternehmen, welches in 16 Ländern in Europa und Nordamerika vertreten ist und 2022 über 65 Millionen Mitglieder hatte.
In einer Rangliste der Städte nach ihrer Lebensqualität belegte Vilnius im Jahre 2018 den 81. Platz unter 231 untersuchten Städten weltweit.

### Verkehr
Die litauische Hauptstadt liegt verkehrstechnisch auf Grund ihrer Nähe zur stark abgesicherten EU-Außengrenze zu Belarus in einer Art „totem Winkel“. Die wichtigsten Verkehrsströme vom Baltikum in die restliche EU verlaufen über Kaunas. Von dort führt eine Schnellstraße ins 100 Kilometer entfernte Vilnius. Außerhalb der Stadt werden zurzeit viele neue Straßen gebaut, mit dem Ziel, die Straßen innerhalb der Stadt zu entlasten.

#### Eisenbahn

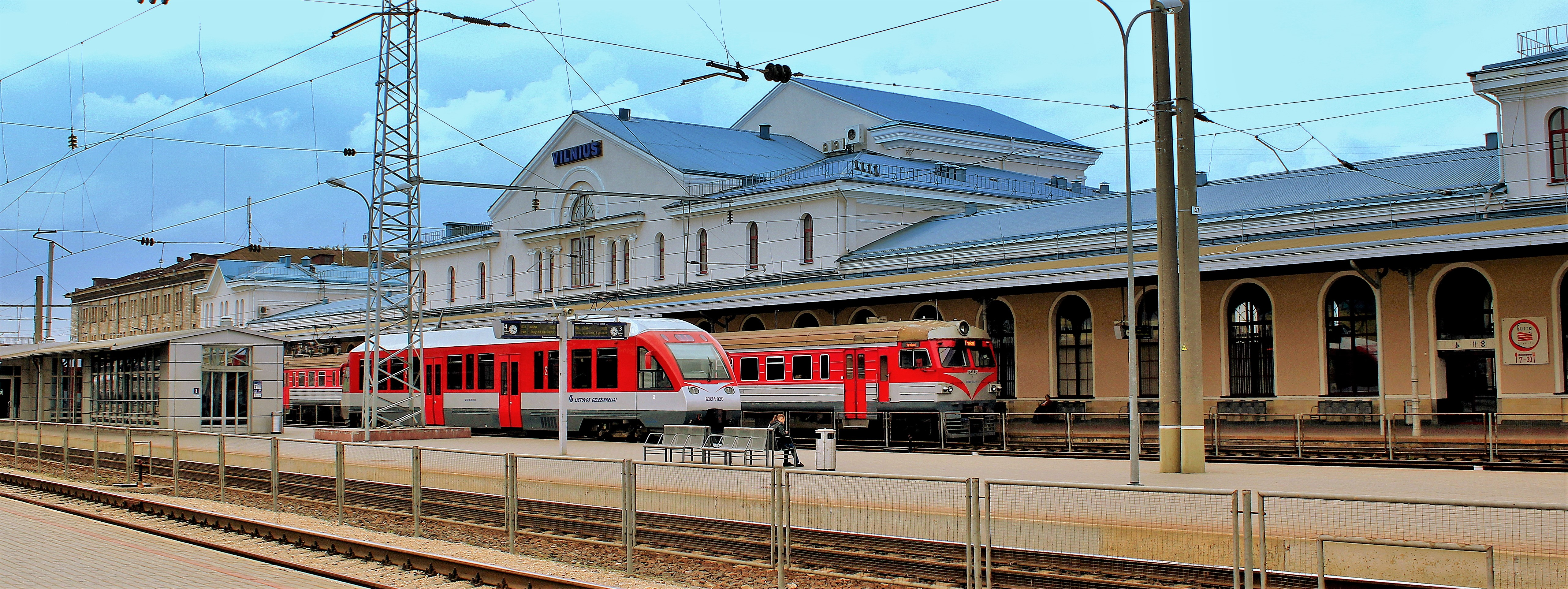
Der Bahnhof Vilnius

Der Bahnhof Vilnius ist der wichtigste Personenbahnhof im litauischen Eisenbahnnetz. Neben Nah- und Regionalverkehr besteht auch Fernverkehr. Dem internationalen Verkehr, dessen Hauptziele Moskau und Sankt Petersburg sind, dienen in erster Linie die Korridorzüge der Relation Russland – Oblast Kaliningrad sowie Kaliningrad – Belarus/Ukraine. Des Weiteren existieren Eisenbahnverbindungen ins Ausland Richtung Warschau (über Šeštokai), Riga (über Šiauliai) und nach Minsk. Innerhalb Litauens fährt die Lietuvos geležinkeliai mit ihren Zügen unter anderem nach Kaunas und über Šiauliai nach Klaipėda.
Lokale Bahnhöfe sind: Bahnhof Vilnius, Bahnhof Paneriai, Bahnhof Pavilnys, Bahnhof Naujoji Vilnia und der Haltepunkt Oro uostas (Flughafen).

#### Fernverkehr
Vom zentralen Busbahnhof fahren Fernbusse in sämtliche Nachbarländer und in viele andere Länder der Europäischen Union. So fuhr bis 2011 ein Intercity-Bus der polnischen Eisenbahngesellschaft Polskie Koleje Państwowe vom Busbahnhof Vilnius nach Warschau. Daneben werden auch kleinere litauische Städte von Vilnius aus angefahren.

#### Flugverkehr

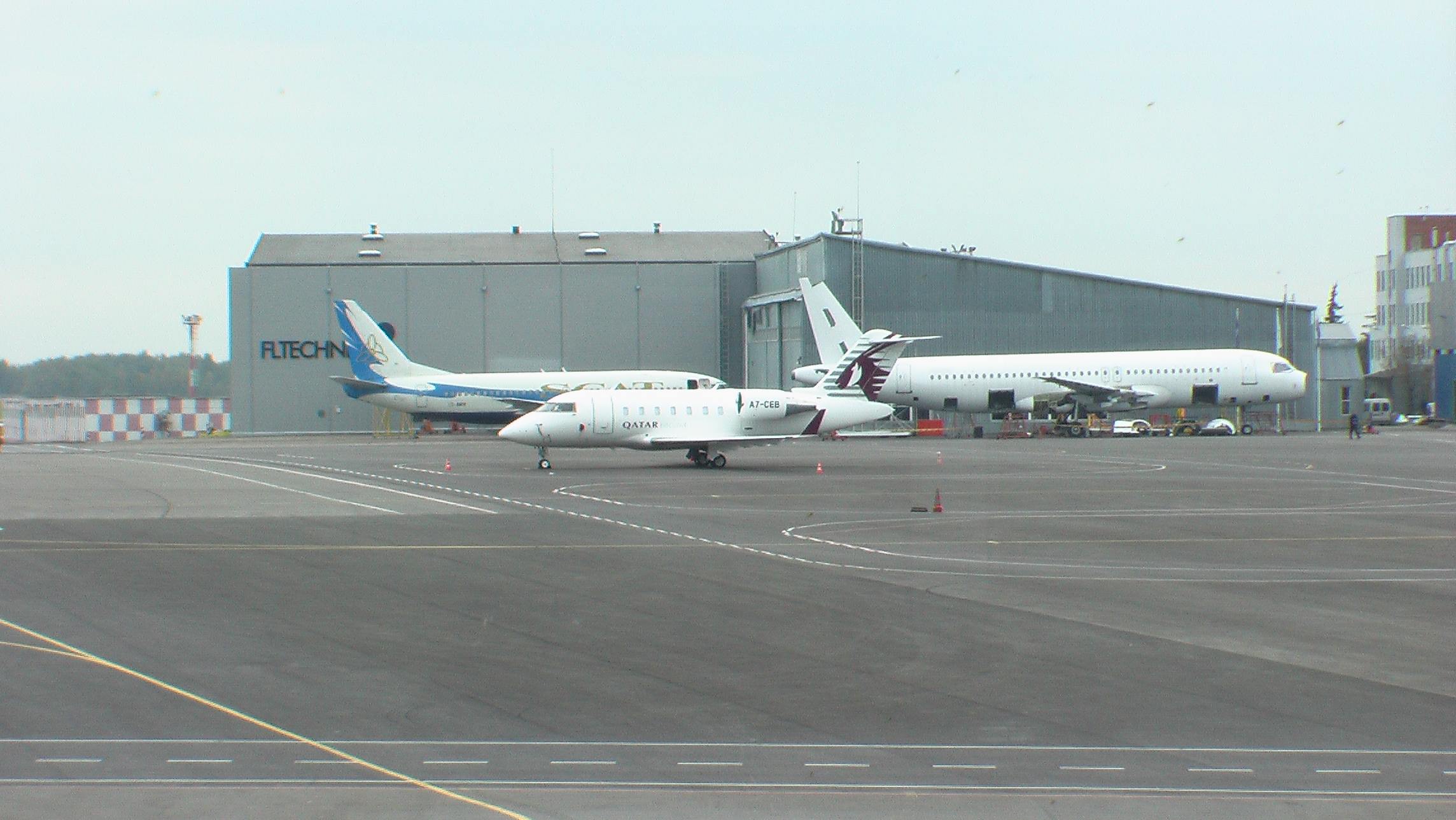
Am Flughafen von Vilnius

In unmittelbarer Nähe der Stadt befindet sich der internationale Flughafen Vilnius. Im deutschsprachigen Raum werden München, Frankfurt/Main, Wien, Berlin, Bremen, Karlsruhe, Nürnberg, Hamburg, Düsseldorf und Dortmund angeflogen.

#### Straßen
Die Autobahn 1 (litauisch: Magistralinis kelias A1) führt nach Kaunas und von dort an die Ostsee zum Fährhafen Klaipėda. Die Autobahn 2 (Magistralinis kelias A2) führt nach Panevėžys. Beide Autobahn schließen bei Kaunas bzw. bei Panevėžys an die Via Baltica (Europastraße 67) an. Auch die Europastraße 28 verläuft durch Vilnius, sie verbindet die Stadt nach Westen über Marijampolė mit Polen und führt nach Osten ins nahe Belarus.

#### Öffentlicher Personennahverkehr

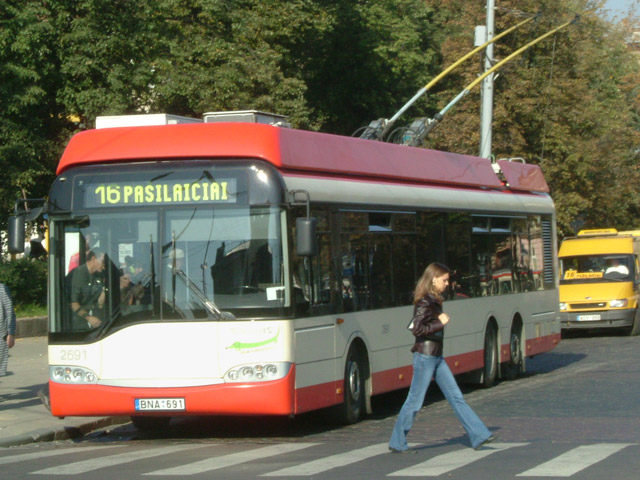
Ein Solaris-O-Bus und sein Konkurrent, die Maršrutka (2006)

Dem öffentlichen Personennahverkehr dienen vor allem Omnibusse und Oberleitungsbusse, da Vilnius weder U-Bahn noch Straßenbahn hat. Das Oberleitungsbussystem von Vilnius ist eines von zwei solcher Systeme in Litauen. Die Busse werden hauptsächlich von der Gesellschaft Vilniaus viešasis transportas betrieben. Sie bietet zurzeit 69 Buslinien und 22 Obuslinien an. Zusätzlich gab es früher noch die Maršrutka, genannte Kleinbusse als Linientaxi, die häufig dieselben Linien bedienten wie die städtischen Busse, welche jedoch von privaten Gesellschaften geführt wurden. Eine erste Straßenbahnlinie wurde 2005 projektiert – die Realisierung ist fraglich. Die Lietuvos geležinkeliai betreibt ein bescheidenes S-Bahn-ähnliches System von Vorortzügen. Zur Reduzierung von Staus wurde ein Metro-Projekt der Vilniaus metro vorgeschlagen.

#### Trafi (Mobilitäts-App)
Seit September 2017 wird in Vilnius die Mobilitäts-App Trafi für Smartphones eingesetzt. Diese Applikation eines litauischen Start-up-Unternehmens ermöglicht ihren Nutzern, in Echtzeit zwischen mehreren Alternativen an Transportmittel und -wegen durch die litauische Hauptstadt auszuwählen. Dabei kann er alle in der Stadt verfügbaren Verkehrsmittel zentral buchen und bezahlen. Die entstehenden Bewegungsdaten werden anonymisiert von der Stadtverwaltung zur Verkehrsplanung und ihrer Verbesserung verwendet.

### Einkaufszentren
In Vilnius gibt es folgende Einkaufszentren und Kaufhäuser:
- Einkaufs- und Unterhaltungszentrum Akropolis (109.000 m²) und Ozas (beide in Šeškinė),
- Markt Gariūnai (80.000 m²),
- Panorama LT (65.000 m²) in Saltoniškės,
- PC Europa (Šnipiškės), Ogmijos prekybos miestas, Mada (Viršuliškės), Parkas Outlet, GO9 (in der Altstadt Vilnius),
- VCUP etc.

## Bildung

### Universität Vilnius

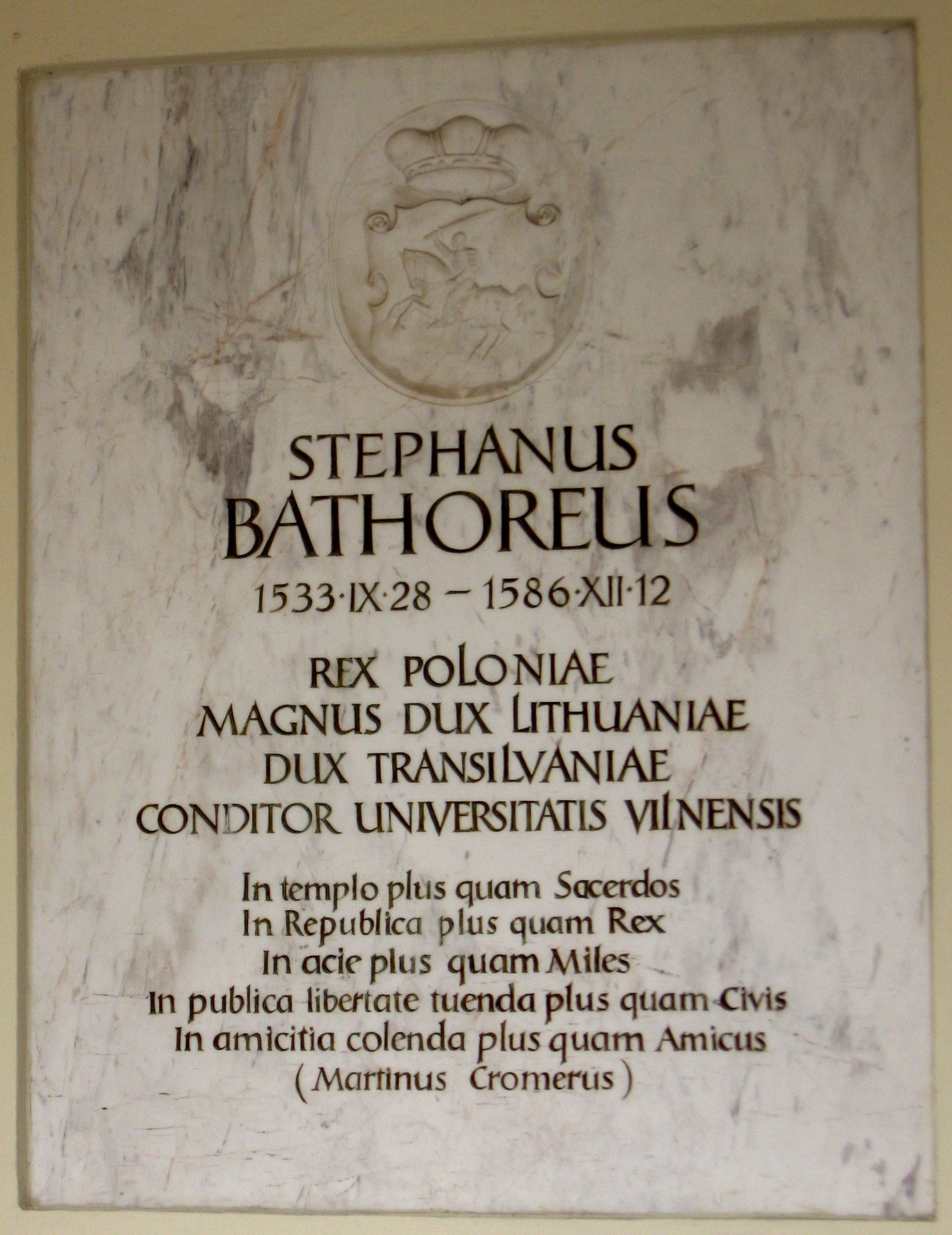
Gedenktafel für Stephan Báthory im Campus der Universität von Vilnius

Die Universität Vilnius (Vilniaus universitetas, VU) geht auf ein 1569 eröffnetes Jesuitenkolleg zurück, das 1579 von Stephan Báthory anlässlich seiner Wahl zum litauischen Großfürsten zur Akademie erhoben wurde. Die Vilniuser Universität ist die älteste Universität im Baltikum. (Die älteste Universität in Mitteleuropa ist die Karls-Universität Prag.) Sie steht gegenüber dem Präsidentenpalast.

### Rabbinerseminar
Im Zuge der jüdischen Bildungsreform des Russischen Kaiserreiches wurde 1847 das Rabbinerseminar Wilna gegründet, bildete Lehrer und Rabbiner für den Staatsdienst aus und gehörte zu den ersten höheren jüdischen staatlichen Schulen. Das Seminar bestand bis 1873 und wurde anschließend in ein Lehrerinstitut umgewandelt.

### YIVO
1925 wurde in Vilnius das YIVO (Yidisher visnshaftlekher institut) gegründet. Das YIVO war die erste akademische Einrichtung zum Studium des Jiddischen und der ostjüdischen Kultur. 1940 verlegte es, angesichts der Zeitumstände, seinen Sitz nach New York, wo es bis heute besteht.

### Europäische Humanistische Universität
Im Juni 2005 ist die Europäische Humanistische Universität von Belarus (wo sie 2004 aus politischen Gründen geschlossen wurde) nach Vilnius übergesiedelt und wird dort als vorläufige Exiluniversität geführt. Sie ist eine Privatuniversität und bietet Europastudien, Sprach- und Politikwissenschaften an.

### ISM University of Management and Economics
Die ISM University of Management and Economics wurde 1999 von der Norwegian School of Management BI gegründet und war damit die erste private Universität Litauens. Sie ist eine Business School und hat sich dementsprechend ausschließlich auf Wirtschaftswissenschaften spezialisiert. Die ISM unterhält je einen Campus in Vilnius und in Kaunas.

### Weitere Universitäten
Darüber hinaus gibt es in Vilnius noch die Technische Gediminas-Universität Vilnius, die Mykolas-Romer-Universität, die Litauische Universität für Edukologie und die Kazimieras-Simonavičius-Universität. Daneben betreibt die polnische Universität Białystok eine Niederlassung in der Stadt, an der Angehörige der polnischen Minderheit auf Polnisch studieren können.

### Weitere Hochschulen
Die anderen Hochschulen sind: die Kunstakademie Vilnius, die Musik- und Theaterakademie Litauens, die Internationale Hochschule für Recht und Wirtschaft, das Betriebswirtschaftskollegium Vilnius, das Designkolleg Vilnius, die General Jonas-Žemaitis-Militärakademie Litauens, das Kollegium für Technik, das Kollegium für Technologien und Design, das Kollegium Vilnius, das Kooperationskollegium Vilnius, das St.-Josef-Priesterseminar Vilnius und die Vilnius University International Business School.

## Söhne und Töchter der Stadt
Angeführt sind Personen, die in Vilnius geboren wurden, gestorben sind oder hier begraben liegen und die mit der Stadt eine persönliche Verbindung aufweisen.

### Stadtbild und Stadtführer
- Salman Schneur, Hermann Struck: Wilna. Hasefer, Berlin-Charlottenburg 1924.
- Herbert Kirrinnis: Wilna. In: Zeitschrift für Erdkunde. 1944.
- Tomas Venclova: Vilnius. Stadtführer. Paknio, Vilnius 2002, ISBN 9986-830-64-8.
- Cornelius Hell: Der eiserne Wolf im barocken Labyrinth. Erwachendes Vilnius. Picus, Wien 2009, ISBN 978-3-85452-951-4.

### Geschichte
- Paul Weber: Wilna eine vergessene Kunststätte, mit 2 Farbtafeln, 135 Textbildern und einem Plan der Altstadt, Verlag der Zeitung der 10. Armee Wilna 1917. Für den Buchhandel in Deutschland Verlag von Nr. Piper u. Co. München[32]
- Janusz Dunin-Horkawicz: Wilna – verlorene Heimat. Erinnerungen eines polnischen Bibliothekars (1933–1945) (= Kleine historische Reihe, Bd. 11). Laurentius Verlag, Hannover 1998, ISBN 3-931614-94-8.
- Joachim Tauber, Ralph Tuchtenhagen: Vilnius. Kleine Geschichte der Stadt. Böhlau, Köln 2008, ISBN 978-3-412-20204-0 (Schwerpunkt auf der politischen Geschichte).[33]
- Martin Schulze Wessel, Irene Götz, Ekaterina Makhotina (Hrsg.): Vilnius. Geschichte und Gedächtnis einer Stadt zwischen den Kulturen. Campus, Frankfurt 2010, ISBN 978-3-593-39308-7.

### Jüdische Geschichte der Stadt und Holocaust
- David E. Fishman: Dem Feuer entrissen. Die Rettung jüdischer Kulturschätze in Wilna. Deutsch-jiddische Ausgabe. Laurentius, Dehmlow 1998, ISBN 3-931614-97-2.
- Sima Skurkovitz: Sima. Bericht einer jüdischen Frau aus Vilnius über die Zeit des Naziterrors. C. Weihermüller, Leverkusen 2002, ISBN 3-929325-05-5.
- Vincas Bartusevičius, Joachim Tauber, Wolfram Wette (Hrsg.): Holocaust in Litauen. Krieg, Judenmorde und Kollaboration im Jahre 1941. Unter Beteiligung von Ralph Giordano. Böhlau, Köln 2003, ISBN 3-412-13902-5.
- Kim Priemel: Am Rande des Holocaust. Die Rettung von Juden durch Wehrmachtsangehörige in Vilnius. In: Zeitschrift für Geschichtswissenschaft, Jg. 52 (2004), S. 1017–1034.
- Sem C. Sutter: The Lost Jewish Libraries of Vilna and the Frankfurt Institut zur Erforschung der Judenfrage. In: James Raven (Hrsg.): Lost Libraries. The Destruction of Great Book Collections since Antiquity. Basingstoke, NY, 2004, S. 219–235.
- Benjamin Anolik: Lauf zum Tor mein Sohn. Von Wilna durch das Ghetto Wilna und sechs Lager in Estland (= Edition Shoáh & Judaica, Bd. 3). Hartung-Gorre, Konstanz 2005, ISBN 3-86628-020-3.
- Genrich Agranovskij: Vilnius: Memorable Sites of Jewish History and Culture. Vilna Gaon Jewish State Museum, Vilnius 2005, ISBN 9955-9556-6-X.
- Gudrun Schroeter: Worte aus einer zerstörten Welt. Das Ghetto in Wilna. Röhrig Universitätsverlag, St. Ingbert 2008, ISBN 978-3-86110-448-3 (Dissertation, FU Berlin 2007).
- Abraham Sutzkever: Wilner Getto 1941–1944. Übersetzt von Hubert Witt. Ammann, Zürich 2009, ISBN 978-3-250-10530-5.
- Elke-Vera Kotowski, Julius H. Schoeps (Hrsg.): Vilne, Wilna, Wilno, Vilnius. Eine jüdische Topografie zwischen Mythos und Moderne. Hentrich & Hentrich, Berlin 2017, ISBN 978-3-95565-204-3.

### Vilnius in der Literatur
- Czesław Miłosz: Die Straßen von Wilna. Übersetzt von Roswitha Matwin-Buschmann, Carl Hanser, München 1997, ISBN 3-446-18945-9.
- Tomas Venclova: Vilnius. Eine Stadt in Europa. Übersetzt von Claudia Sinnig. Suhrkamp (= Edition Suhrkamp, 2473), Frankfurt am Main 2006, ISBN 3-518-12473-0.